# Talar (ecosistema)

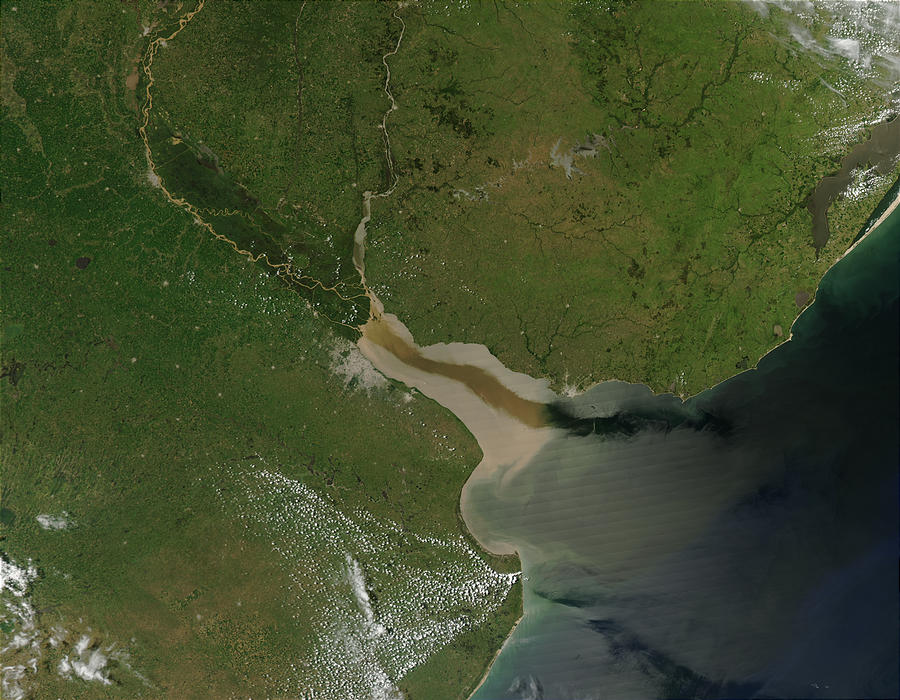
Fotografía satelital del área ocupada por el talar.

El talar es un ecosistema de matriz arbórea semixerófila que se desarrolla en forma de finas lonjas o cordones paralelos en el centro-oriente de la Argentina, cubriendo sectores del sudeste de la provincia de Santa Fe, y especialmente del nordeste y este bonaerense, hasta alcanzar las proximidades del océano Atlántico.
Siendo la provincia de Buenos Aires un estado en su mayor parte carente naturalmente de bosques nativos, este bioma leñoso es el más destacado por lo extenso de su distribución, si bien realmente ocupa una pequeña superficie. Sus escasos relictos remanentes sufren un proceso de degradación en razón de verse afectados por numerosos factores negativos, como la urbanización, la ganadería, la agricultura, la captura de sus especies faunísticas, la extirpación del propio suelo donde se desarrolla para comercializar la tosca o conchilla, la extracción de madera y leña, la forestación comercial, etc. Incluso estos bosques están desapareciendo de las pocas reservas naturales creadas para su protección, a raíz de la invasión de plantas exóticas que desplazan a las especies nativas.

## Distribución
Este ecosistema se distribuye en el sudeste de la provincia de Santa Fe, y el nordeste y este de Buenos Aires, hasta terminar en las proximidades del mar Argentino del océano Atlántico en Mar del Plata, y localmente sobre las faldas del sector más oriental del sistema de Tandilia, en las lomas que bordean a la laguna de los Padres. También se encuentran en pequeñas barrancas de bordes de lagunas y arroyos, en el interior provincial, formando así pequeños bosques en Brandsen, Chascomús, Monte, 25 de Mayo, etc.
Las altitudes generalmente van desde el nivel del mar hasta los 50 m s. n. m.

### Subdivisiones
El ecosistema se subdivide en dos secciones, cuyo límite aproximado es el Riachuelo, si bien entre este curso fluvial y la ciudad de La Plata se presenta una zona de transición, con talares sobre la barranca, alejada de la costa y de unos 5 metros de escalón, y a mitad de camino entre esta y la ribera, talares sobre albardones de conchilla. Esta zona de transición fue muy destruida por la urbanización del Gran Buenos Aires.

#### Talar de barranca

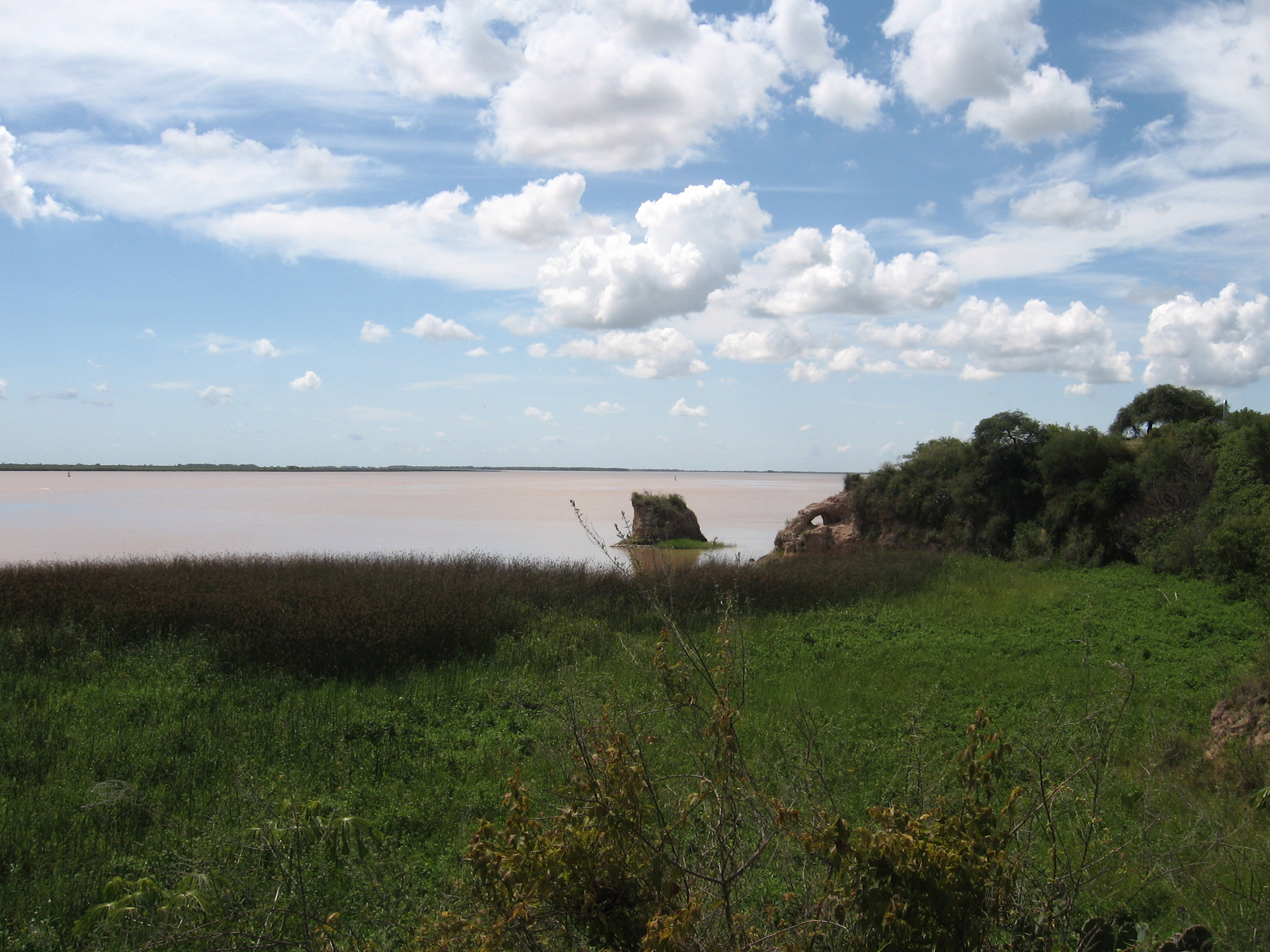
Talar de barranca en Vuelta de Obligado, partido de San Pedro. Las barrancas boscosas caen a pique sobre el río Paraná.

La subdivisión más septentrional es el denominado “talar de barranca”, el cual se extiende desde las barrancas de la margen derecha del Paraná y del Río de la Plata superior. Estas barrancas constituyen el reborde de la llanura pampeana, en el sector denominado pampa ondulada, conformando a la vez el margen del valle de inundación del Paraná. Este tipo de geoforma tiene su origen en la paleoerosión fluvial o marítima, estando su recorrido parcialmente organizado por una falla en profundidad que ha afectado el basamento de las antiguas rocas cristalinas.
Los perfiles de este escalón promedian los 15 metros de altura, con alturas máximas en Vuelta de Obligado (30 m), desde allí hacia el sur van disminuyendo, mientras que en Baradero son de 20 m en El Cazador son de 15 m, y en la ciudad de Buenos Aires el desnivel era de 10 m.
En dirección al norte, el talar también continúa, enriquecido, pero sin constituir una franja entre los humedales del Paraná y la estepa pampeana, sino que esta última es reemplazada por los bosques del espinal, por lo que, si bien los bosques en las barrancas continúan teniendo particularidades, en gran medida ambos ecosistemas se funden entre sí.
Comienzan en el norte en la boca del río Carcarañá, en el sudeste de la provincia de Santa Fe, continuando hacia el sur sobre las barrancas paranaenses y penetrando sobre ellas en el nordeste de Buenos Aires, y luego sobre las antiguas barrancas de la margen derecha del tramo superior del Río de la Plata, hasta que estas se extinguen en las barrancas de la margen izquierda del Riachuelo en la Ciudad Autónoma de Buenos Aires, en donde se está recreando este ecosistema en la reserva de Costanera Sur. Más allá del Riachuelo, ya en el partido de Avellaneda, avanza hacia el sudeste algunos kilómetros más, haciéndolo sobre la paleo barranca del Plata (de menor altura y con su biocenosis muy alterada).
Antaño esta sección habría poseído una extensión hacia el interior seguramente muy superior a la actual, pues hoy solo sobrevive en relictos seriamente degradados y confinados a los escarpes de las barrancas paranaenses y sobre las barrancas aledañas a las desembocaduras de sus principales afluentes locales. Hoy la faja se presenta con un ancho promedio de 50 m, con máximos extraordinarios de hasta 600 m.
En la provincia de Buenos Aires cubre (o cubría en lo que respecta a la porción austral) una minúscula superficie de los partidos de San Nicolás, Ramallo, San Pedro, Baradero, Zárate, Campana, Escobar, Tigre, San Fernando, San Isidro, Vicente López, y la ciudad de Buenos Aires.

#### Talar de albardón
El “talar de albardón”, “talar de lomada” o “talar de conchilla” es el característico de las llanuras del este y sudeste de Buenos Aires, creciendo en isletas boscosas, sobre angostas lonjas paralelas a la costa topográficamente compuestas por suelos sobre elevados entre 1 y 2 metros por encima de los sectores intercordones (deprimidos) en los que se forman lagunas o bañados con pastizales de inundación, o terrenos bajos cubiertos por pastizales estacionalmente húmedos o pastizales halófitos. Esta sección también se presentaba en algunos pocos sectores al norte del Riachuelo, específicamente en la margen derecha del valle de inundación del Paraná en su desembocadura, en lomas conchíferas sobre bañados en la zona de Benavidez. Estos bosques han sido totalmente transformados en urbanizaciones (Nordelta).
El talar de albardón se desarrolla en franjas que partiendo desde el Riachuelo avanzan hacia el sur montadas sobre lomadas altas, las que pueden estar formadas por subsuelos toscosos, por cordones de médanos fósiles (como en la zona de Monte Veloz y Madariaga) y especialmente por cordones de conchillas marinas del Platense, depositados en las últimas ingresiones marinas (mar querandinense), cordones que se elevan apenas unos pocos metros por sobre la casi total horizontalidad de la llanura circundante.
También se encuentran en pequeñas paleobarrancas del Plata (fundiéndose con la sección septentrional) así como otras de bordes de lagunas y arroyos en el interior provincial, formando pequeños bosques en Brandsen, Chascomús, Monte, 25 de Mayo, etc. Estos bosques del interior podrían ser fruto de una extensión de la formación mediante diásporas o bien ser bosquetes relícticos, remanentes de una pretérita distribución de los talares mucho más amplia que la actual, en respuesta a un clima más adecuado a sus requerimientos.
Al occidente de la bahía de Samborombón la formación se divide en dos, un conjunto de cordones se extiende próximo a la costa (a menos de 1 km en la boca del río Salado) mientras que el otro lo hace, más desperdigado, a algunas decenas de kilómetros hacia el interior.
Finalmente, en su avance hacia el sur ambas confluyen en cercanías de la costa oeste de la albúfera de Mar Chiquita, en proximidades del mar Argentino del océano Atlántico (antiguamente hasta Mar del Plata), finalizando sobre las faldas de las estribaciones australes del sistema orográfico de Tandilia, en las lomas que bordean a la laguna de los Padres, fusionándose con los arbustales serranos.

## Características físicas

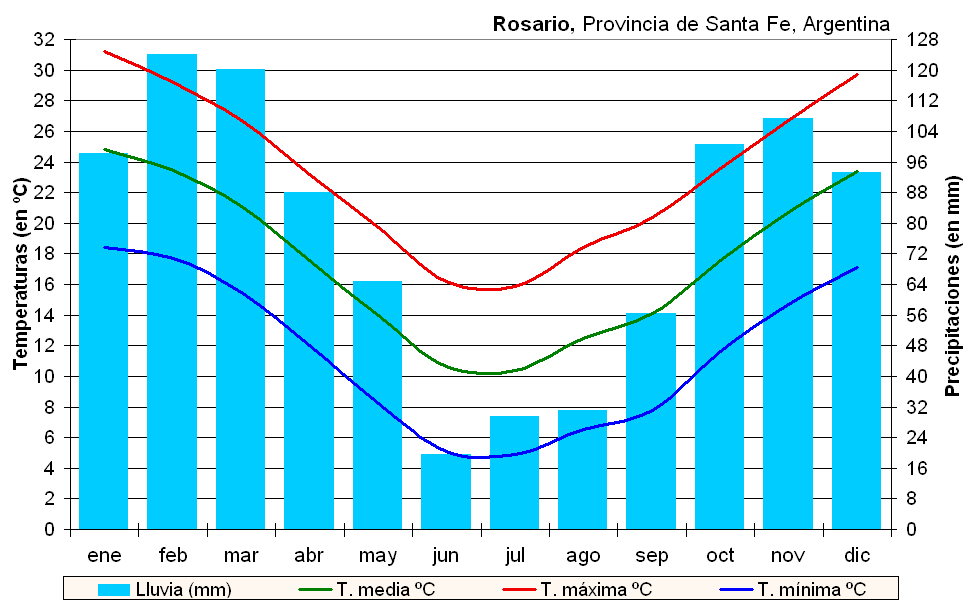
Climograma de Rosario.

### Clima
Los tipos climáticos presentes en este bioma son, de norte a sur, “pampeano subtropical” hasta el partido de Zárate, desde allí hasta punta Piedras se presenta el “subtropical marítimo”, luego el “pampeano marítimo” en la zona de la bahía de Samborombón y la costa marítima, y finalmente “marítimo cálido” en la región de Mar del Plata.
Parámetros climáticos de la ciudad de Rosario, representativos del “talar de barranca”.
| Parámetros climáticos promedio de Rosario, SF | Parámetros climáticos promedio de Rosario, SF | Parámetros climáticos promedio de Rosario, SF | Parámetros climáticos promedio de Rosario, SF | Parámetros climáticos promedio de Rosario, SF | Parámetros climáticos promedio de Rosario, SF | Parámetros climáticos promedio de Rosario, SF | Parámetros climáticos promedio de Rosario, SF | Parámetros climáticos promedio de Rosario, SF | Parámetros climáticos promedio de Rosario, SF | Parámetros climáticos promedio de Rosario, SF | Parámetros climáticos promedio de Rosario, SF | Parámetros climáticos promedio de Rosario, SF | Parámetros climáticos promedio de Rosario, SF |
| Mes                                           | Ene.                                          | Feb.                                          | Mar.                                          | Abr.                                          | May.                                          | Jun.                                          | Jul.                                          | Ago.                                          | Sep.                                          | Oct.                                          | Nov.                                          | Dic.                                          | Anual                                         |
| --------------------------------------------- | --------------------------------------------- | --------------------------------------------- | --------------------------------------------- | --------------------------------------------- | --------------------------------------------- | --------------------------------------------- | --------------------------------------------- | --------------------------------------------- | --------------------------------------------- | --------------------------------------------- | --------------------------------------------- | --------------------------------------------- | --------------------------------------------- |
| Temp. máx. media (°C)                         | 31                                            | 29                                            | 27                                            | 23                                            | 20                                            | 16                                            | 16                                            | 18                                            | 21                                            | 23                                            | 26                                            | 29                                            | 23                                            |
| Temp. mín. media (°C)                         | 18                                            | 17                                            | 15                                            | 11                                            | 9                                             | 5                                             | 2                                             | 5                                             | 7                                             | 11                                            | 14                                            | 17                                            | 11                                            |
| Precipitación total (mm)                      | 98.3                                          | 124.1                                         | 120.2                                         | 88.0                                          | 64.9                                          | 19.5                                          | 29.5                                          | 31.0                                          | 56.4                                          | 100.6                                         | 107.4                                         | 93.3                                          | 933.5                                         |
| Fuente: Weather Channel (en español).         |                                               |                                               |                                               |                                               |                                               |                                               |                                               |                                               |                                               |                                               |                                               |                                               |                                               |

Parámetros climáticos de la ciudad de Dolores  (36º21’S 57º44’W), representativos del “talar de albardón”. Allí, a una altitud de solo 9 m s. n. m., el ciclo 1961-1991 arrojó una temperatura media anual de 14,8 °C, una temperatura media para el mes más frío (julio) de 4,2 °C y una precipitación anual de 922 mm.
| Parámetros climáticos promedio de Dolores | Parámetros climáticos promedio de Dolores | Parámetros climáticos promedio de Dolores | Parámetros climáticos promedio de Dolores | Parámetros climáticos promedio de Dolores | Parámetros climáticos promedio de Dolores | Parámetros climáticos promedio de Dolores | Parámetros climáticos promedio de Dolores | Parámetros climáticos promedio de Dolores | Parámetros climáticos promedio de Dolores | Parámetros climáticos promedio de Dolores | Parámetros climáticos promedio de Dolores | Parámetros climáticos promedio de Dolores | Parámetros climáticos promedio de Dolores |
| Mes                                       | Ene.                                      | Feb.                                      | Mar.                                      | Abr.                                      | May.                                      | Jun.                                      | Jul.                                      | Ago.                                      | Sep.                                      | Oct.                                      | Nov.                                      | Dic.                                      | Anual                                     |
| ----------------------------------------- | ----------------------------------------- | ----------------------------------------- | ----------------------------------------- | ----------------------------------------- | ----------------------------------------- | ----------------------------------------- | ----------------------------------------- | ----------------------------------------- | ----------------------------------------- | ----------------------------------------- | ----------------------------------------- | ----------------------------------------- | ----------------------------------------- |
| Temp. máx. media (°C)                     | 30.0                                      | 28.7                                      | 25.7                                      | 22.0                                      | 18.7                                      | 14.7                                      | 14.4                                      | 15.6                                      | 17.8                                      | 19.8                                      | 23.9                                      | 26.9                                      | 21.5                                      |
| Temp. mín. media (°C)                     | 14.2                                      | 14.1                                      | 12.0                                      | 8.8                                       | 6.1                                       | 1.2                                       | -2.0                                      | 0.3                                       | 5.9                                       | 8.5                                       | 11.4                                      | 13.2                                      | 7.8                                       |
| Precipitación total (mm)                  | 87                                        | 74                                        | 106                                       | 92                                        | 54                                        | 38                                        | 66                                        | 67                                        | 69                                        | 90                                        | 86                                        | 93                                        | 922                                       |
| Fuente: SMN Argentina promedio 1971-1980  |                                           |                                           |                                           |                                           |                                           |                                           |                                           |                                           |                                           |                                           |                                           |                                           |                                           |

Características térmicas
El clima térmico en general es templado. Las temperaturas medias anuales varían desde cerca de 17,4 °C en la sección del talar de barranca hasta 14,6 °C en el extremo sur del talar oriental o de albardón.
La diversidad biológica del talar de barranca, con una mayor variedad de elementos de prosapia megatérmica, se ve respaldada no solo por encontrarse más próxima a las poblaciones continuas de esas especies sino también por las características climáticas subtropicales de la región, que se relacionan tanto a su menor latitud como a la acción morigeradora del enorme río Paraná, el cual desciende con aguas provenientes de latitudes intertropicales.
El microclima juega un rol fundamental, ya que el talar se posiciona recostado y encumbrado sobre barrancas generalmente de entre 10 y 20 metros, lo que contribuye a que allí ocurra una atenuación de las heladas invernales, en razón del drenaje del aire frío hacia los terrenos ubicados en posiciones topográficas inferiores. Se suma a la retención del aire más cálido por parte de la canopia, lo que brinda una protección extra a las plantas del sotobosque.
En invierno suelen presentarse heladas, mayormente suaves en el norte, y más marcadas en el sur. Las mínimas absolutas rondan los -6 °C en la zona norte y los -9,3 °C en la zona sur. En la parte norte y central del talar de albardón, la influencia de la abundancia de cuerpos de agua (lagunas, arroyos, ríos, etc.) provoca un incremento de las temperaturas mínimas, así como también una disminución relativa del rango de temperaturas diarias, de la frecuencia de heladas y de las temperaturas máximas.
Características pluviométricas
Las lluvias se presentan sin una época marcada, si bien el invierno tiende a ser menos lluvioso, aunque suele ser húmedo en razón de la menor evapotranspiración dada por las temperaturas frías. La precipitación anual promedio totaliza desde los 800 hasta los 1100 mm, aunque en las últimas décadas se está produciendo un ciclo húmedo por el cual las isoyetas se han trasladado hacia el interior provincial, con un aumento constante de los acumulados.
Características atmosféricas
La humedad relativa promedio es del 76 %. La influencia de los cercanos cuerpos de agua (ríos, arroyos, lagunas, esteros, etc.) provoca un incremento de la presión de vapor.

### Suelos
Las características edáficas de los suelos donde crecen los talares les confieren mayor xericidad en comparación con los suelos que los rodean.
El “talar de barranca” se posiciona en 3 tipos de suelos. El primero corresponde al bosque situado en suelos propios de la pampa ondulada, sobre la llanura superior colindante con la barranca; son ricos en materia orgánica, profundos, muy aptos para la producción agrícola intensiva. Ya en el abrupto desnivel de la barranca misma suelen ser poco desarrollados, más sueltos, arcillosos, más pobres en materia orgánica, incluso con amplios sectores con el subsuelo toscoso aflorante, especialmente en los gradientes topográficos más abruptos o donde la cubierta boscosa fue eliminada. Los anteriores son suelos bien drenados y nunca inundables. El tercer tipo es el suelo de pie de barranca, el cual suele ser arcilloso, con algún contenido salino, teniendo la particularidad de sufrir de inundaciones por eventos extraordinarios en el caso de las posiciones menos elevadas, las que suelen estar cubiertas por una carpeta de pelo de chancho, estando bajo una mayor influencia del río Paraná y sus tributarios.
El “talar de albardón” o “talar de conchilla” es una indicadora de la presencia de suelos profundos y sueltos, bien drenados, no inundables, frecuentemente sobre subsuelos arenosos (médanos muertos) o conchillíferos, es decir, restos de valvas de moluscos oceánicos depositados durante las últimas ingresiones marinas producidas en el Holoceno medio-tardío.

## Características bióticas

### Origen de su biota
La casi totalidad de las especies que habitan en los bosques de tala han alcanzado a este ecosistema desde sus centros de origen situados más al norte (o noroeste), siendo sus poblaciones de los talares prolongaciones australes de otras más extensas.
Ubicación biogeográfica
Desde el punto de vista biogeográfico, la región está considerada una intrusión subtropical o chaqueña dentro de una matriz esteparia propia de una zona templada con la que contrasta, lo que produce en la región que ocupa un perfil biótico característico y fuertemente diferenciado.

### Ecorregiones
Ecorregionalmente la superficie emergida del talar pertenece a la ecorregión terrestre espinal, la cual está limitada por los pastizales de la ecorregión pampas húmedas, y en el sector norte por los bajios ribereños propios de la ecorregión del delta e islas del río Paraná, la cual se incluye entre las praderas y sabanas inundadas del neotrópico de la ecozona Neotropical.
Las aguas de los arroyos que marginan o cortan los talares frente al río Paraná y al Plata superior pertenecen a la ecorregión de agua dulce Paraná inferior, mientras que las correspondientes al tramo restante de la distribución de los talares se insertan en la ecorregión de agua dulce drenajes bonaerenses.

### Flora
Estos bosques tienen un carácter subclimáxico porque están determinados por el ambiente microclimático y edáfico, es decir, nunca evolucionan hacia fases que permitan alcanzar el estadio terminal del ciclo climáxico local (la estepa de gramíneas).
El bosque posee un estrato arbóreo que, según los autores, en las formaciones prístinas promedia entre unos 8 hasta unos 12 metros de altura; bajo él se encuentra un estrato arbustivo, otro herbáceo y otro muscinal, anudados todos por un estrato escandente, y por sobre muchos de ellos, un estrato epifítico.
El talar prácticamente carece de endemismos; la razón podría deberse a que este bosque xerófilo posee una presencia moderna en la zona, en especial la sección oriental ya que, en razón de la poca altitud de la región, las últimas ingresiones marinas hace pocos miles de años barrieron con los bosques regionales, y tal vez afectaron también a los de las barrancas paranaenses. La proximidad y conexión de estos últimos con las enormes extensiones de bosques continuos del espinal septentrional tampoco posibilitó el necesario aislamiento para favorecer procesos de especiación. Entre los endemismos destacan exclusividades de categoría específica en un vegetal y un mamífero.
La flora estrictamente del talar está integrada por 458 especies nativas y exóticas; de estas, 44 son árboles (28 nativos y 16 exóticos), 62 arbustos (56 nativos y 6 exóticos), 309 herbáceas (209 nativas y 100 exóticas), 6 epífitas (todas nativas) y 37 trepadoras (34 nativas y 3 exóticas).

#### Caracterización fitogeográfica y afinidades florísticas
Desde el punto de vista fitogeográfico estos bosques se corresponden en buena medida con el subdistrito fitogeográfico del tala, subdivisión del distrito fitogeográfico del algarrobo, con el que guarda estrecha relación, así como con el distrito fitogeográfico del ñandubay, todos ellos pertenecientes a la provincia fitogeográfica del espinal. La diferencia principal es que el ecosistema del talar se cita solo para la ribera derecha del río Paraná junto con la continuación de la misma en el Río de la Plata —y de algún modo en la isla Martín García— mientras que, según Ángel Lulio Cabrera, el subdistrito fitogeográfico del tala también se desarrolla en la margen izquierda (entrerriana) del Paraná.
Los talares están rodeados por distritos de otras provincias fitogeográficas. Entre las barrancas y las aguas del río Paraná y del Plata se encuentran pajonales inundables y bosques de ceibos, sauces criollos y alisos de río, es decir, vegetación característica del delta del Paraná, perteneciente al distrito fitogeográfico de las selvas mixtas de la provincia fitogeográfica paranaense. Hacia el interior los bosques están limitados por pastizales pampeanos, pertenecientes a los distritos fitogeográficos pampeanos uruguayense, oriental y austral, todos correspondientes a la provincia fitogeográfica pampeana. Allí dominan las plantas herbáceas, en especial las gramíneas. Estos pastizales también se hacen presentes entre el talar y la costa de la bahía de Sanborombón y el litoral marino, es decir, rodeando a los talares de albardón.
Fisionómicamente el talar se presenta como un bosque xeromórfico subclimáxico bajo, con especies dominantes con xeromorfia más o menos presente, de hojas reducidas, coriáceas, y hasta áfilas. Está integrado por árboles de forma achaparrada, con sotobosque de hierbas y arbustos, enredaderas, algunas lianas y epifitas.
En toda la distribución del talar el árbol más abundante es quien le da nombre a esta comunidad, el tala (Celtis tala), el cual fue científicamente conocido como Celtis spinosa y como Celtis ehrenbergiana. Si bien crece en gran parte del continente americano, sólo en la provincia de Buenos Aires es un árbol clave, dominando ampliamente el ecosistema en el que crece.

#### Composición florística de cada subdivisión
Este ecosistema puede ser subdividido en dos secciones.

##### Flora del talar de barranca
Al presentarse a una menor latitud y por su mayor cercanía a los bosques continuos del Espinal, es por mucho la variante más biodiversa.
En donde la barranca cae (o caía) a pique sobre las aguas (como en Vuelta de Obligado sobre el Paraná o Martínez sobre el Plata), el talar forma una pared forestal casi hasta el agua. Es que los suelos ubicados sobre las geoformas, en razón de lo fuerte de las pendientes, ni siquiera logran encharcar durante tormentas intensas, dado el rápido drenaje del agua de lluvia y la orientación al norte o noreste de la mayoría de las barrancas (la exposición de solana o más cálida en áreas no intertropicales del hemisferio sur). Estos factores han favorecido el asentamiento de bosques semixerófilos, por lo que en la misma pendiente medran las especies con raíces más sensibles, que demuestran incompatibilidad al encharcamiento, por ejemplo, numerosas especies de cactáceas.
Así mismo, en las barrancas de la meseta central y partes de la misma en la isla Martín García está presente un bosque xerófilo similar al talar bonaerense, aunque presenta algunas diferencias.
Estrato arbóreo

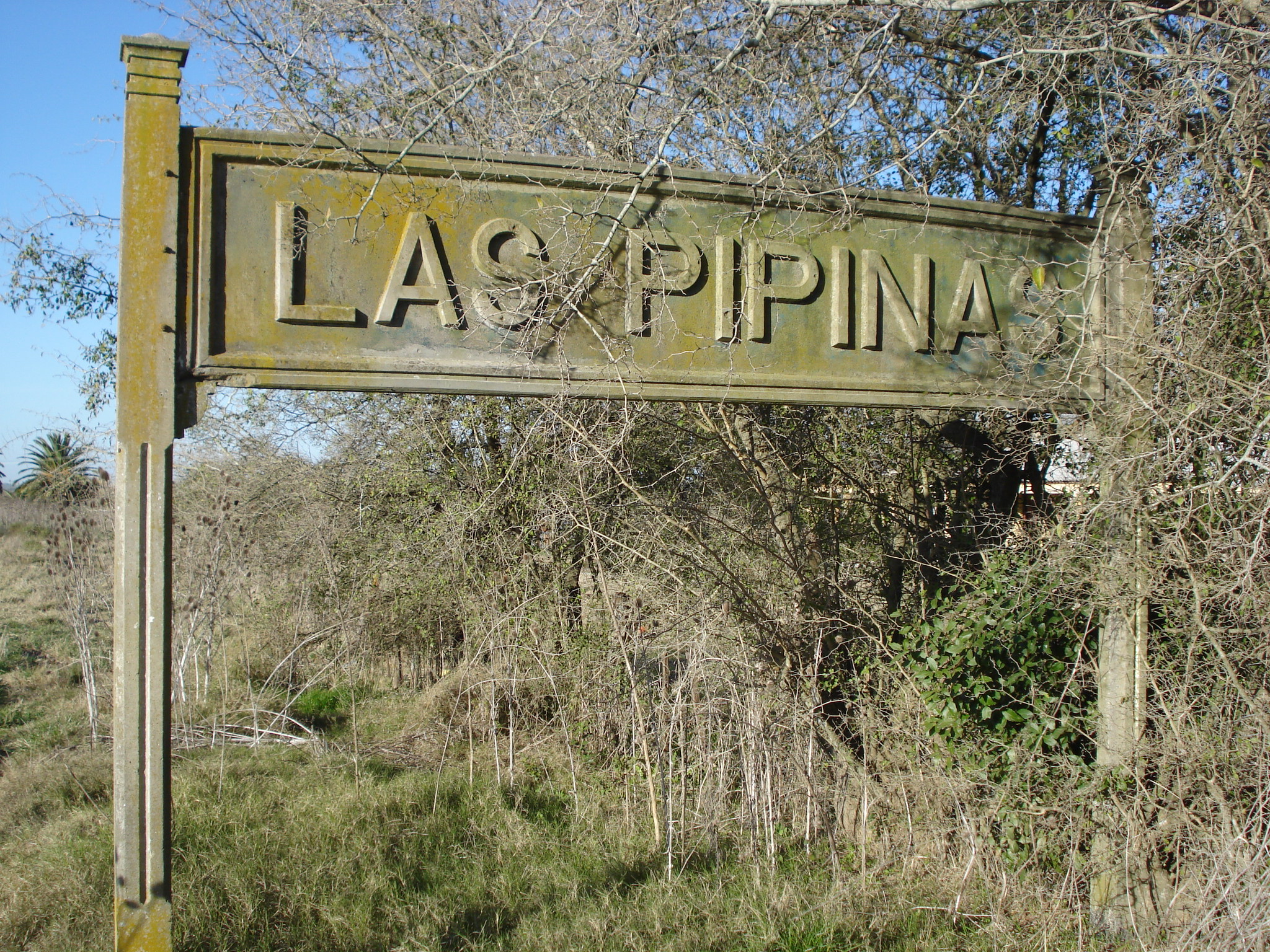
Talas (Celtis tala) en la localidad de Pipinas, en talar de albardón. Esta es la especie arbórea dominante en el talar.

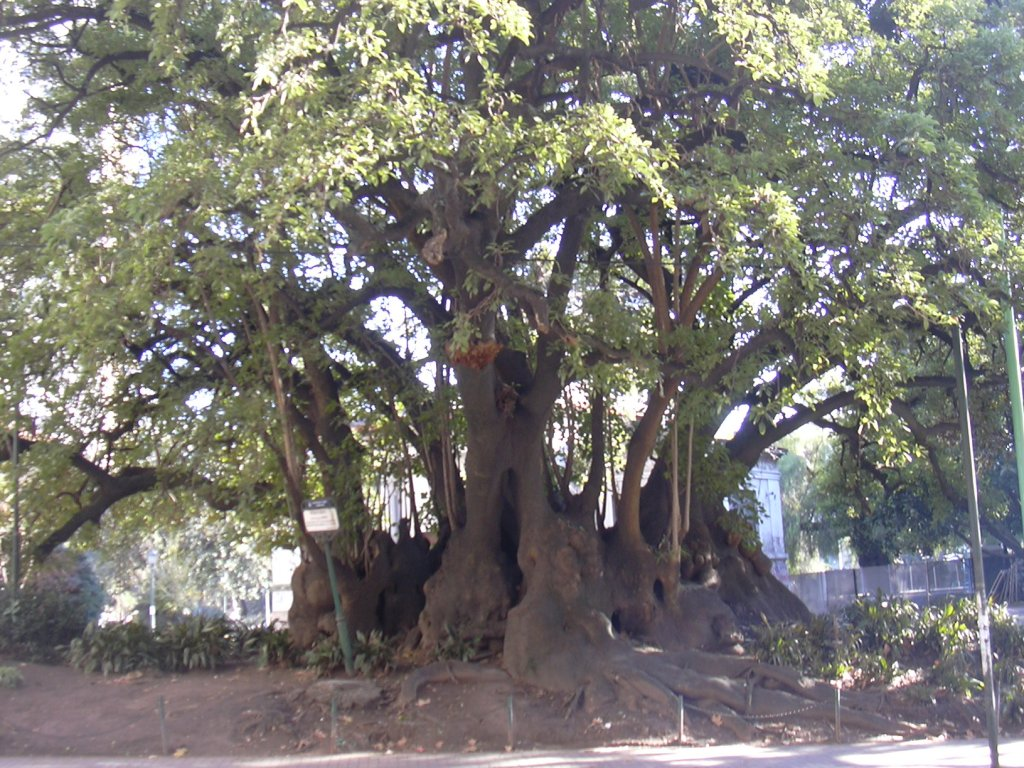
El ombú (Phytolacca dioica), es uno de los árboles más llamativos de este ecosistema.

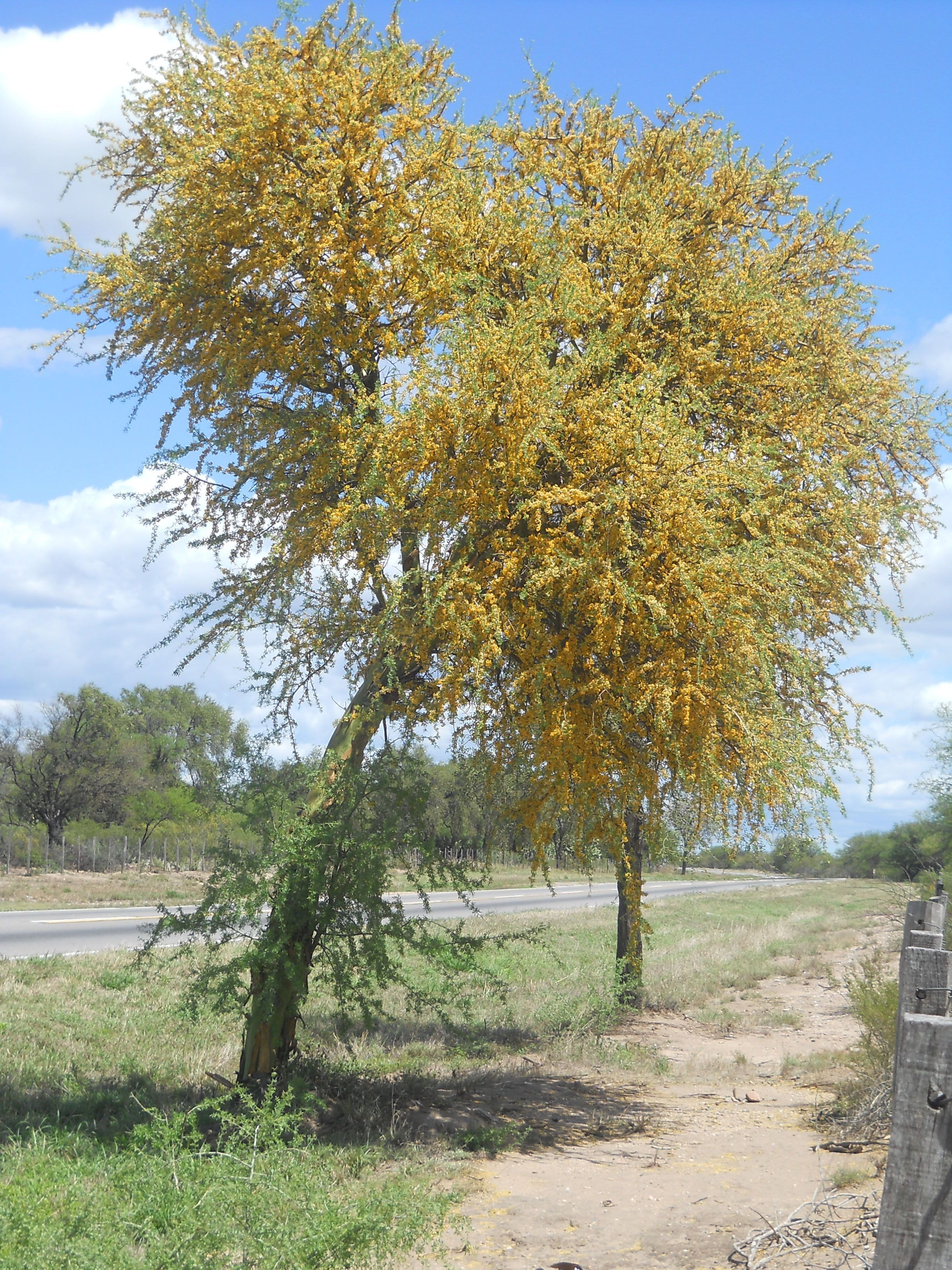
El chañar (Geoffroea decorticans), es un árbol que en gran parte de su distribución es muy abundante y hasta considerado invasor por los ganaderos; en cambio en el talar es muy escaso y solo limitado al sector de barrancas.

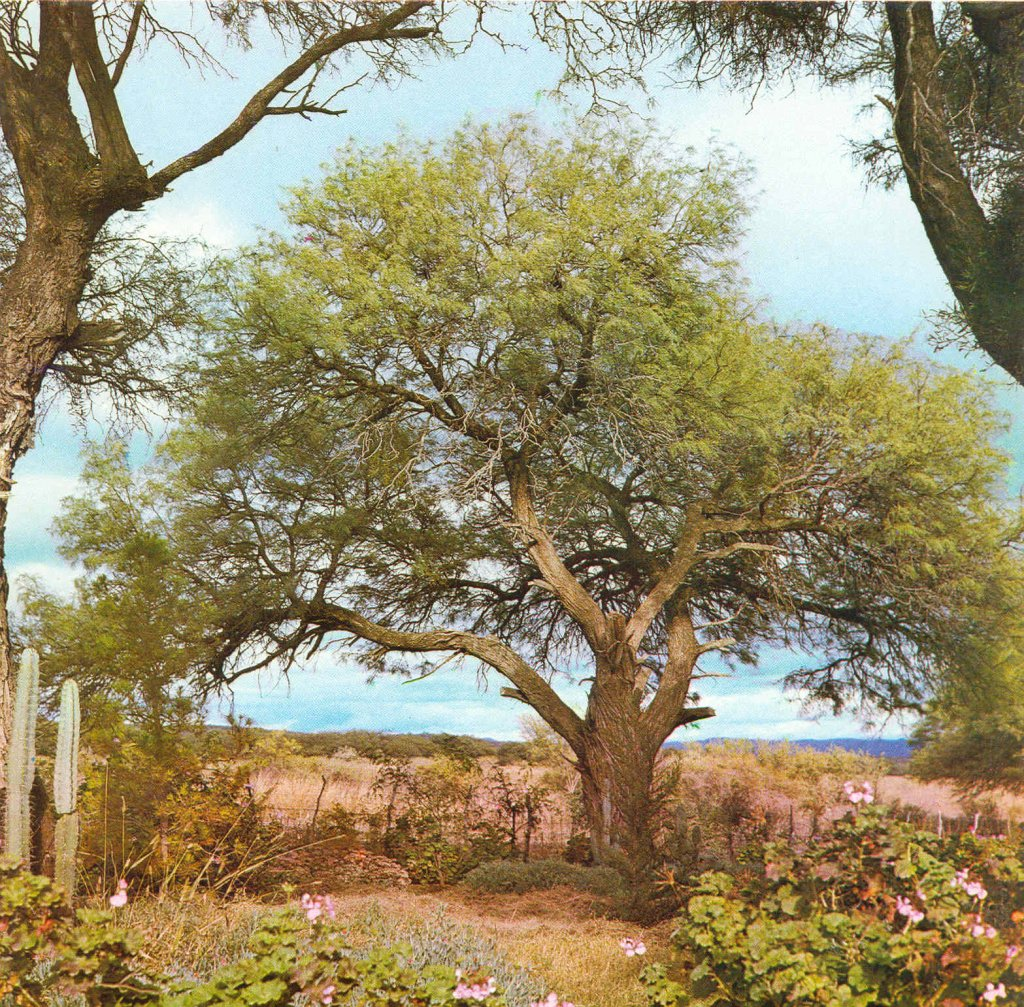
El algarrobo blanco (Prosopis alba) es el árbol más grande del ecosistema del talar, en el cual es escaso y solo limitado al sector de barrancas.

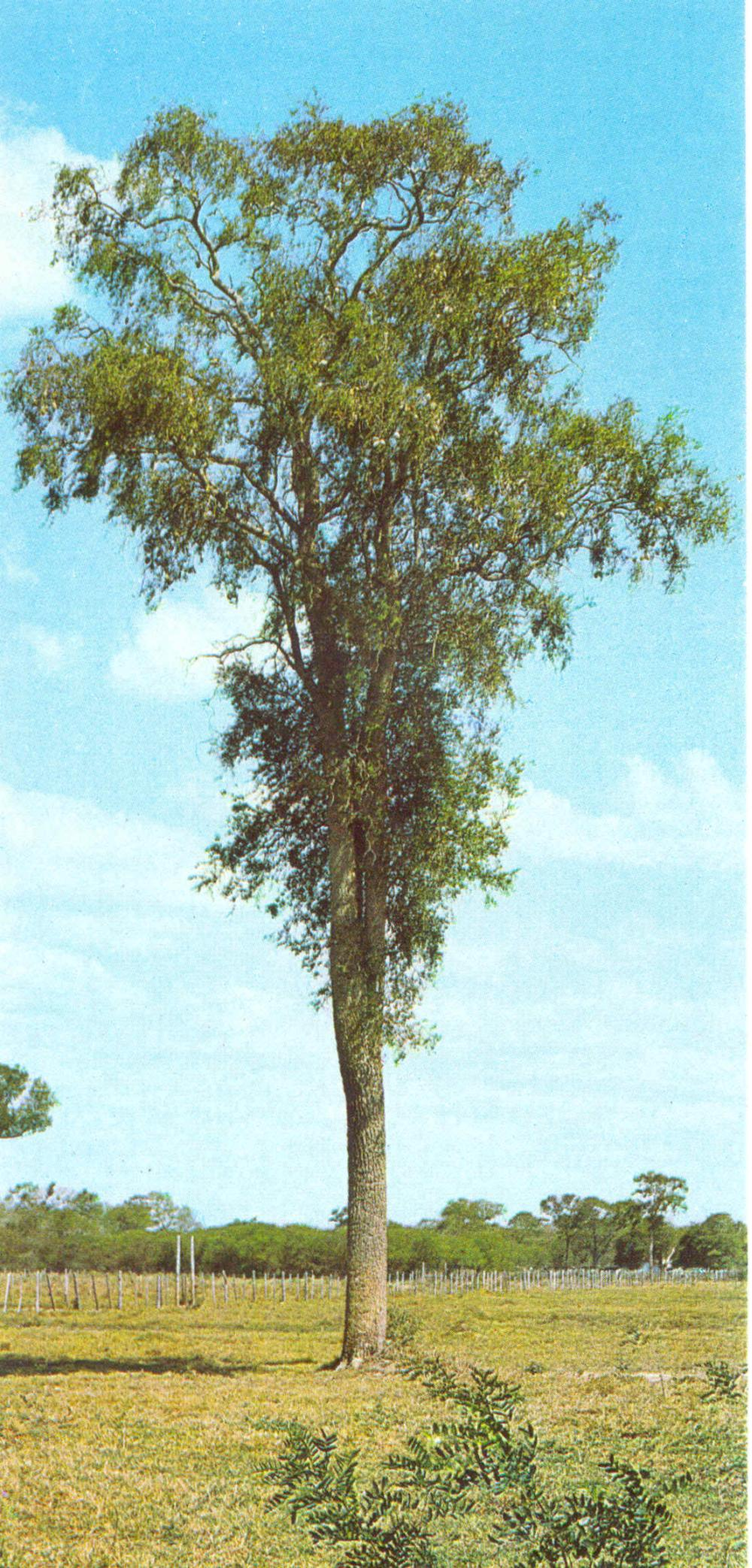
El quebracho blanco (Aspidosperma quebracho-blanco) es el árbol más alto del ecosistema del talar; en el cual solo sobrevive una veintena de ejemplares en una única localidad, del sector de barrancas.

El tala (Celtis tala) es la especie dominante. Posee ramaje intrincado, espinoso y hojas caedizas. Es acompañado por el coronillo (Scutia buxifolia), el, el incienso (Schinus longifolius), el ombú (Phytolacca dioica), el espinillo (Acacia caven), el sauco (Sambucus australis), el chal-chal (Allophylus edulis), los tembetaríes (Zanthoxylum fagara y Zanthoxylum rhoifolium), el chañar (Geoffroea decorticans), los algarrobos blanco (Prosopis alba), dulce (Prosopis flexuosa) y negro (Prosopis nigra) —posiblemente extinto en el talar—, el quebracho blanco (Aspidosperma quebracho-blanco) —solo perduran una veintena de ejemplares relictuales en la estancia La Horqueta, Baradero—, el quebradillo (Acanthosyris spinescens), etc.
Sobre algunas especies arbóreas citadas para los talares de barranca (algunas desde hace cerca de un siglo) se ha cuestionado su real indigenato, entre ellas se encuentran: la caubá o pata de vaca (Bauhinia forficata), la cina-cina (Parkinsonia aculeata), la mandioca brava (Manihot grahamii) y el fumo bravo (Solanum granulosum-leprosum).
Estrato arbustivo o sotobosque

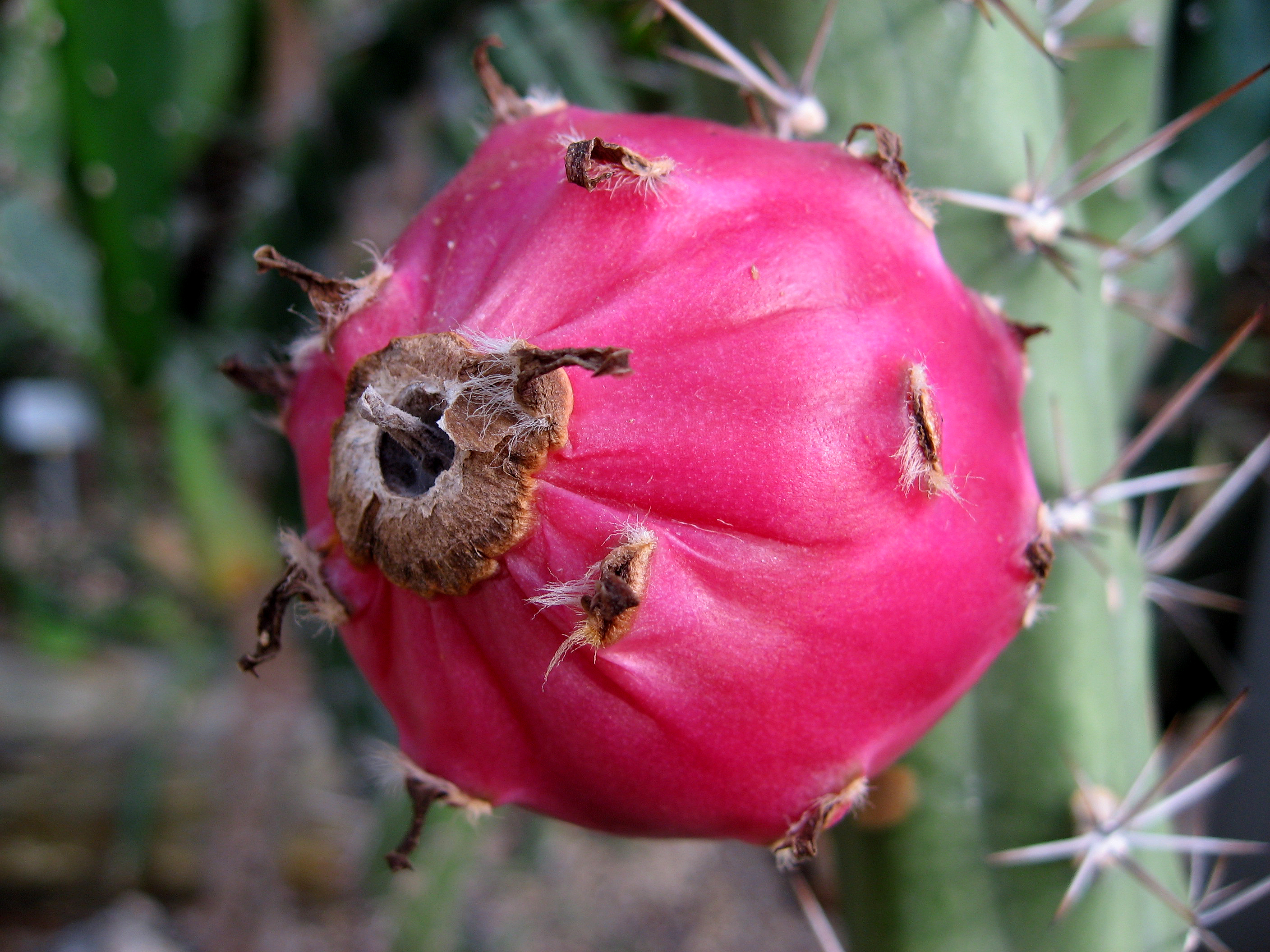
Fruto de Harrisia pomanensis, una cactácea característica del sector boscoso que medra sobre barrancas, hoy muy rara allí.

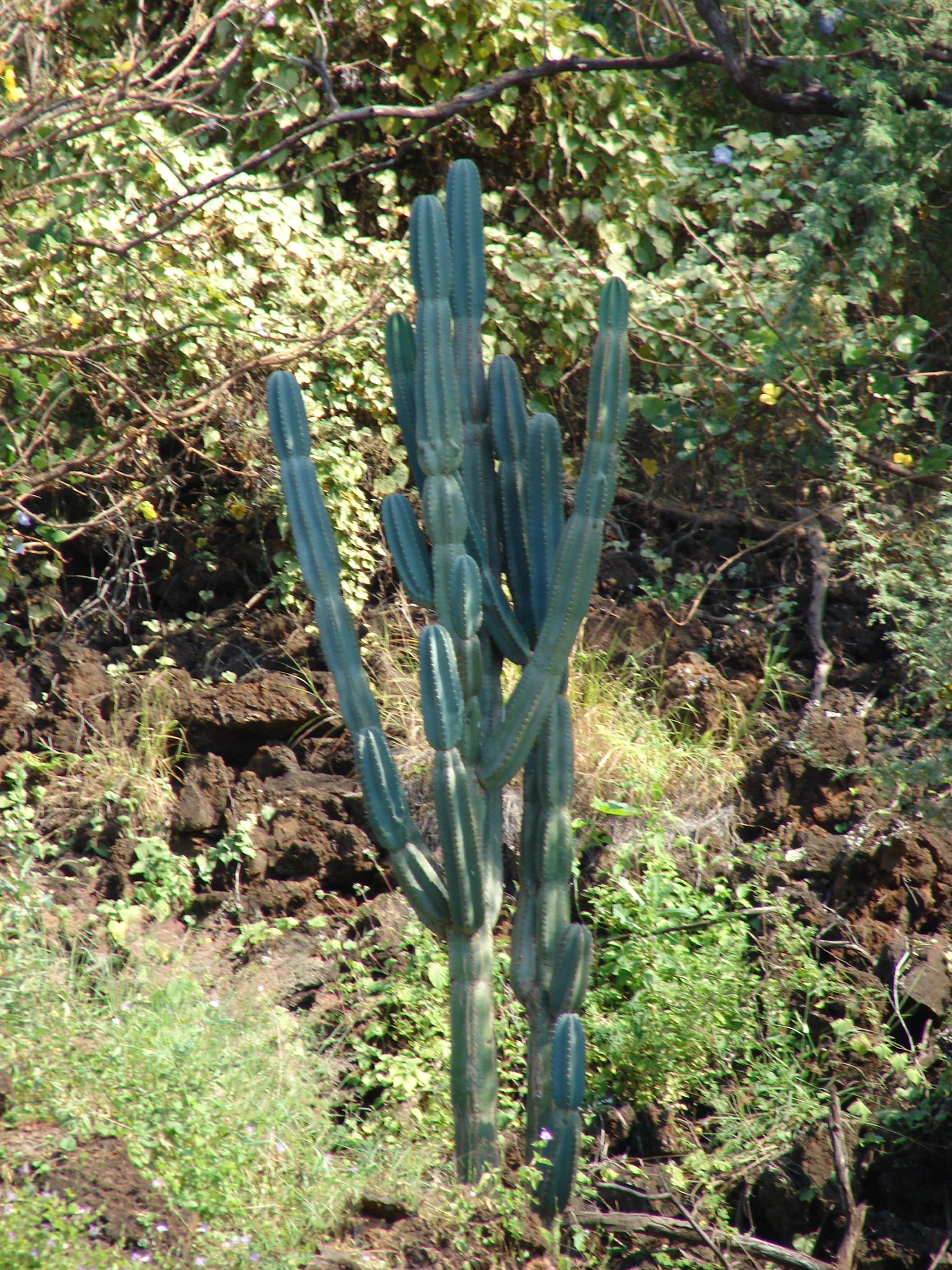
El cardón oriental (Cereus uruguayanus) es característico del talar de la isla Martín García y antaño también de los talares de las barrancas que miran al Plata.

En el estrato arbustivo se presentan la barba de chivo (Caesalpinia gilliesii), el chal-chal de gallina (Schaefferia argentinensis), las congorosas (Maytenus vitis-idaea y Maytenus ilicifolia), el sacha membrillo (Capparicordis tweediana), Chiropetalum griseum, el molle (Schinus johnstonii), el barba de tigre (Colletia spinosissima), el chucupí (Porlieria microphylla), varias cactáceas como el cardón oriental (Cereus uruguayanus) —casi extinguido en las barrancas continentales pero aún común en Martín García—, el cardoncito (Cereus aethiops), Harrisia pomanensis, Echinopsis oxygona y varias Opuntia (algunas pendiendo de las barrancas verticales), el calafate o uvilla (Berberis ruscifolia), el niño-urupá (Aloysia gratissima), varias carquejas y chilcas (Baccharis), el chivil (Lycium cestroides), el malvavisco (Sphaeralcea bonariensis), el abutilon (Abutilon pauciflorum), el tabaquillo del talar (Trixis praestans), Holmbergia tweedii, el tala de burro (Grabowskia duplicata), Senecio grisebachii, etc.
Estrato herbáceo
En el sotobosque herbáceo umbrófilo se encuentran: Peperomia comarapana, Menodora integrifolia, la boca de conejo (Justicia campestris), Cucurbitella asperata, la dichondra u oreja de ratón (Dichondra microcalyx), el camará entrerriano (Lantana x entrerriensis) y el del talar (Lantana megapotamica), Halimolobus montanus, el teucrio (Teucrium vesicarium), la salvia (Salvia pallida), etc. Cuando la humedad aumenta (por ejemplo en alguna pared oscura de la barranca) se desarrollan varias especies de helechos, como los culandrillos (Adiantum lorentzii y Adiantum raddianum), el helecho de hojas largas (Pteris sp.), Doryopteris concolor, etc.
En las abras o claros inalterados del bosque de talas situado sobre la terraza, se presentan pastizales donde abundan las gramíneas: las flechillas común (Nassella neesiana) mansa (Nassella hyalina) blanca (Stipa papposa), Stipa charruana, Stipa philippii, Stipa bavioensis, Melica macra, la cebadilla criolla, (Bromus unioloides), Bromus uruguayensis, Bromus unioloides, el pasto miel (Paspalum dilatatum), la cortadera (Cortaderia selloana), la cola de zorro (Polypogon monspeliensis), la margarita punzó (Glandularia peruviana), la verbena (Verbena brasiliensis), etc.
Estrato escandente
Son varias las enredaderas que trepan por las ramas, en especial destacan las barba de viejo o cabello de ángel (Clematis bonariensis y Clematis campestris), los tasis (Araujia sericifera y Mikania glomerata), la flor del pitito (Tropaeolum pentaphyllum), el patito (Aristolochia fimbriata), la uva del diablo (Cissus palmata), la zarzaparrilla colorada (Muehlenbeckia sagittifolia), el cipó (Urvillea uniloba), la uña de gato (Macfadyena unguis-cati), algunas campanillas (Ipomoea sp.), los mburucuyás común (Passiflora caerulea) y colorado (Passiflora misera) —una especie amenazada en Buenos Aires—, etc.
Estrato epifítico y muscinal

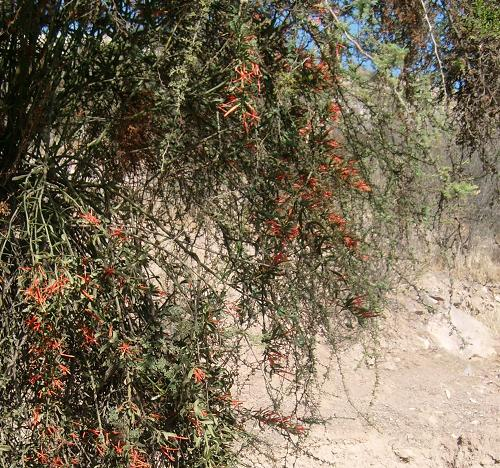
La liga (Ligaria cuneifolia), una hemiparásita epifita que en Buenos Aires sólo se presenta en la formación del talar de barranca.

Entre las epífitas destaca una hemiparásita: la liga (Ligaria cuneifolia), de notables flores rojas, las que son polinizadas por colibríes; no avanza más al sur que el partido de Campana. Además se encuentran los claveles del aire (Tillandsia aeranthos y Tillandsia recurvata), la barba de monte (Tillandsia usneoides), el helecho de palo (Microgramma mortoniana, la cactácea “suelda con suelda” (Rhipsalis lumbricoides), etc. Abundan los hongos, musgos y líquenes.
Barrancas soleadas

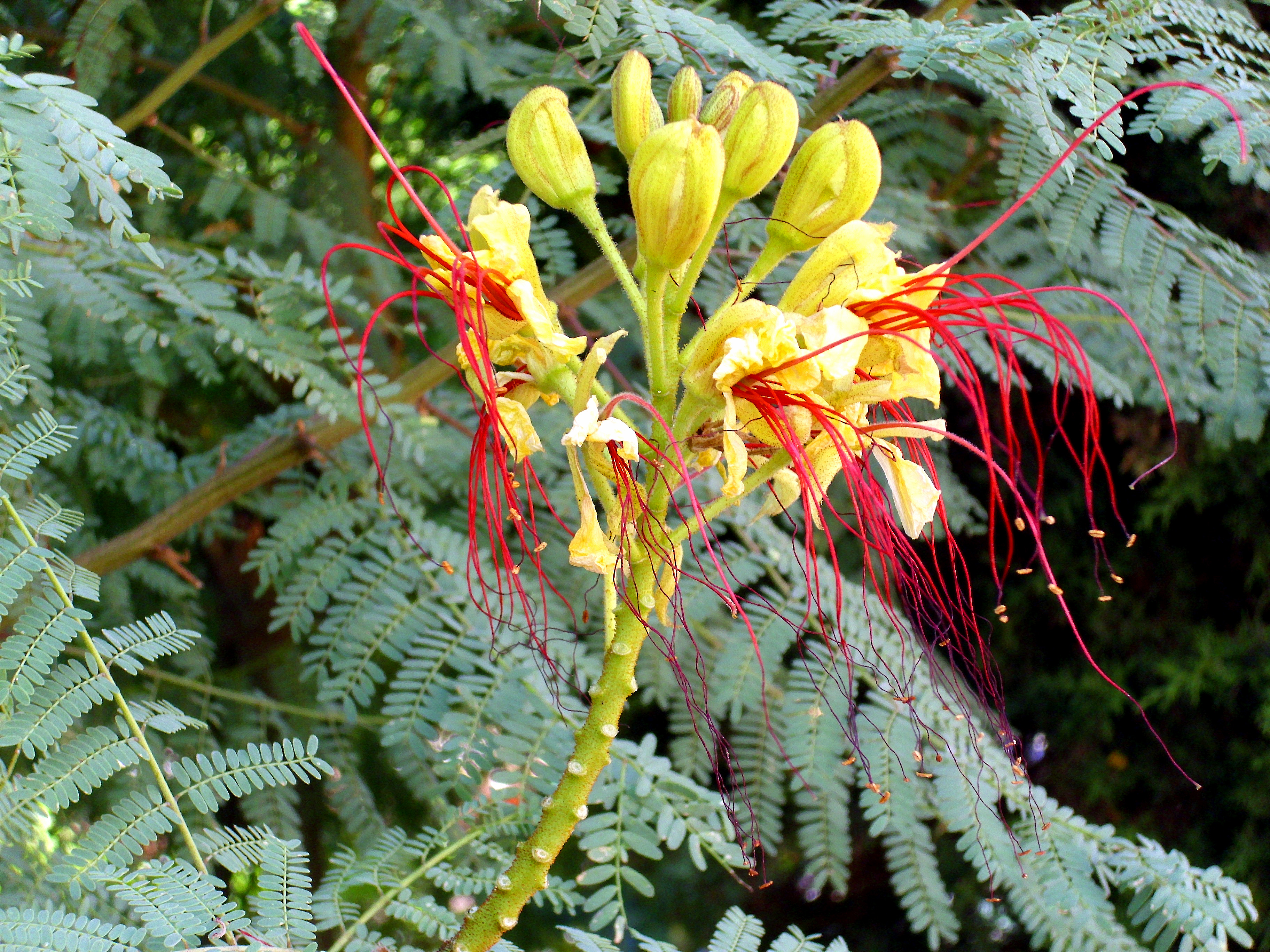
La barba de chivo (Caesalpinia gilliesii) es un arbusto común en sectores asoleados del talar de barranca.

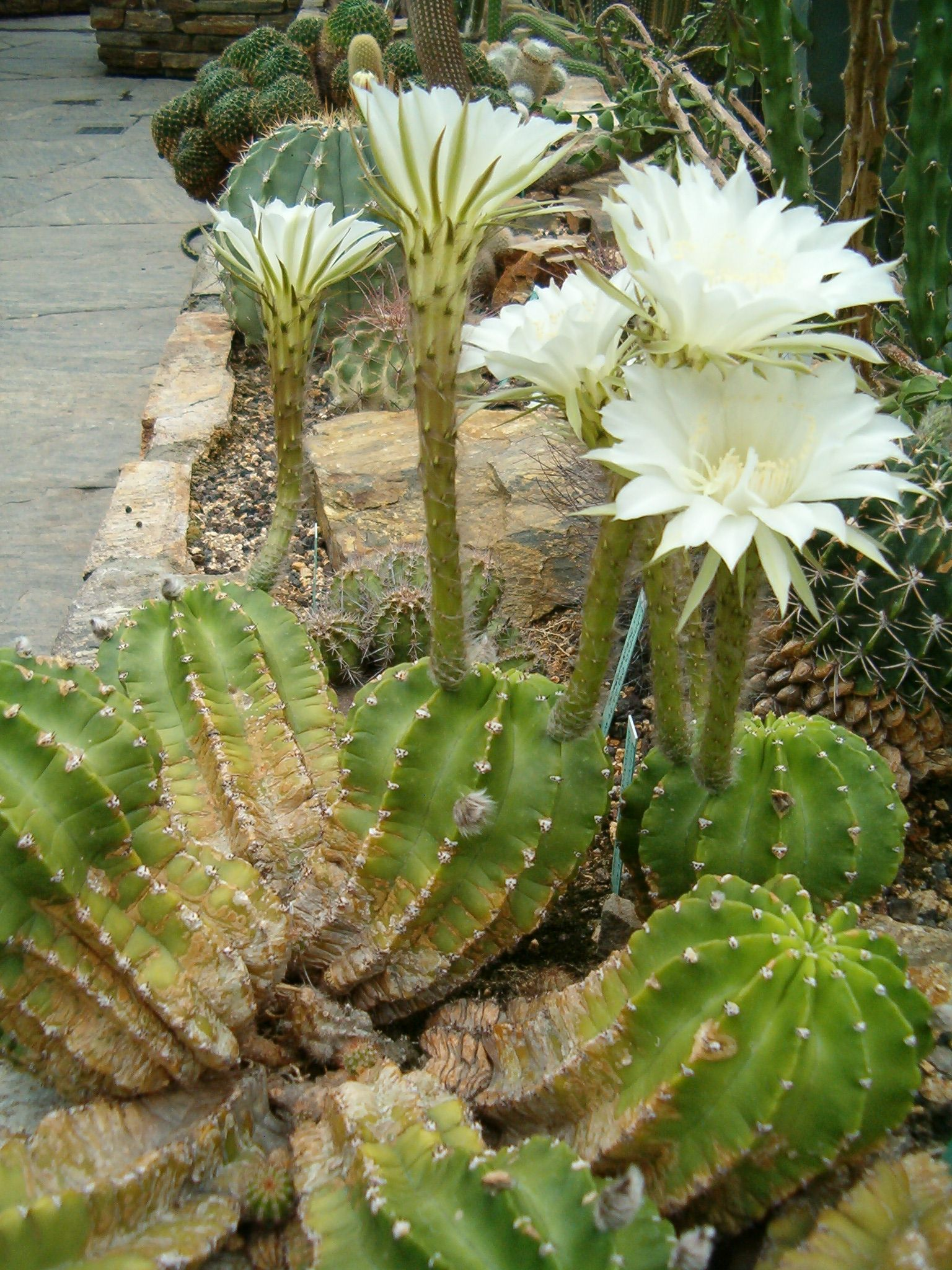
Flores de Echinopsis eyriesii, una cactácea característica de sectores asoleados del talar de barranca.

El talud soleado de las barrancas constituye un ambiente con rasgos propios dentro del talar de barranca, ya que posee características más extremas, ya que el sol incide muchas horas al día al no tener sombreamiento en razón de que anclaje de las grandes leñosas es muy difícil, y las que lo logran no cuentan con suelos ricos ni humedad adecuada, agravado por la intensa erosión y los frecuentes desmoronamientos. Es por ello que poseen una flora particular, mucho más adaptada a condiciones áridas, varias de ellas exhiben flores vistosas, las que contrastan con el color rojizo del fondo, proporcionado por el terreno escarpado. Se observan gramíneas como Setaria pampeana, la paja brava (Melica macra), Bothriochloa ewardsiana, el garbancillo (Astragalus distinens), la pichoga ((Euphorbia portulacoides), cactáceas como Echinopsis oxygona y Opuntia, Lycium ciliatum, el quiebrarao (Justicia campestris), la barba de chivo (Caesalpinia gilliesii), etc.

##### Flora del talar de albardón

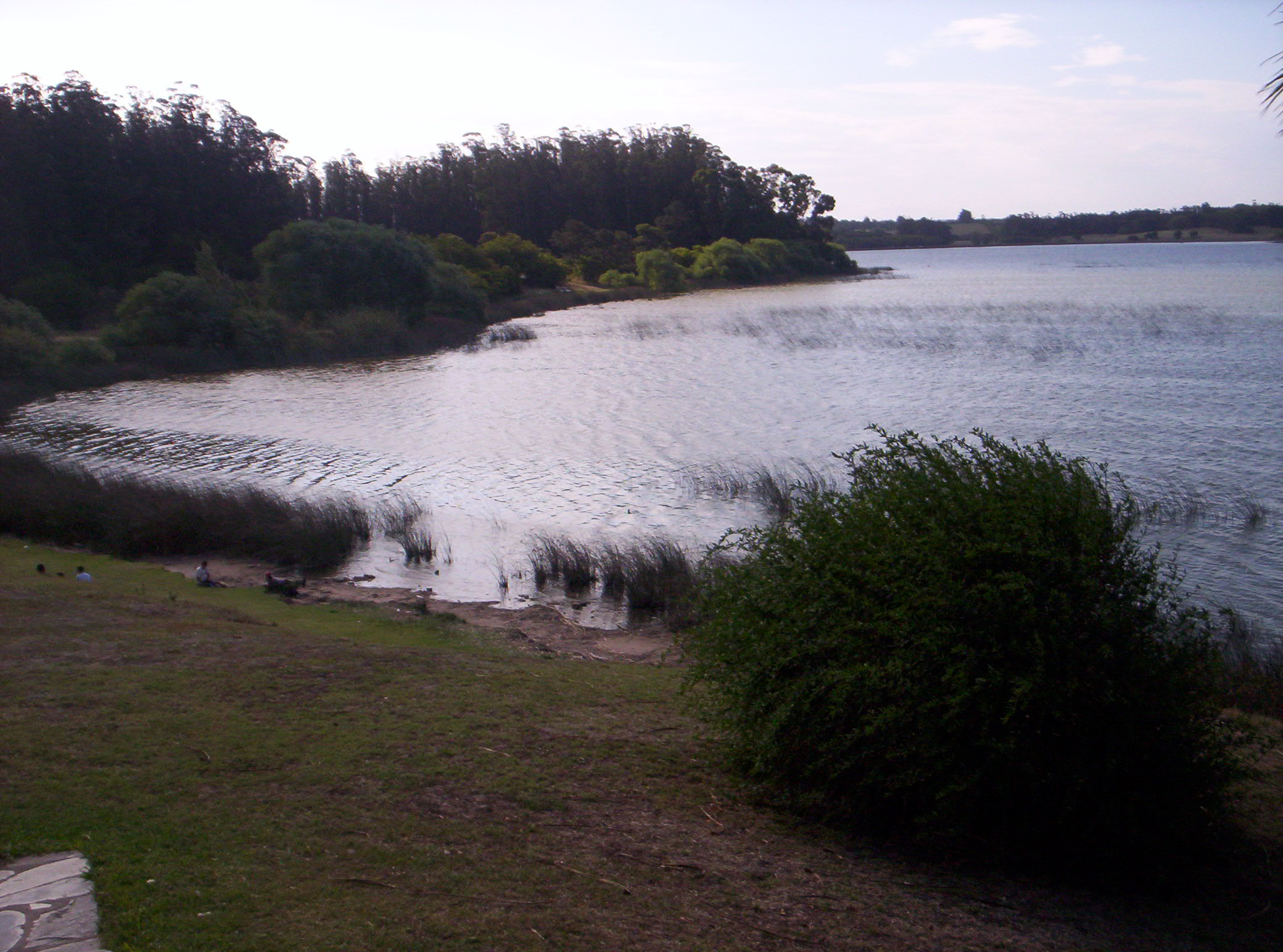
Laguna de los Padres. En las lomas aledañas se encuentran los últimos vestigios australes de la Subdivisión fitogeográfica del “talar de albardón”.

El talar de albardón o de conchilla forma bosques que se localizan sobre terrenos algo más elevados que la llanura circundante, la que se encuentra en suelos más bajos y húmedos, y es el hábitat para numerosas especies herbáceas, formando una estepa dominada por gramíneas y ciperáceas.
Estrato arbóreo

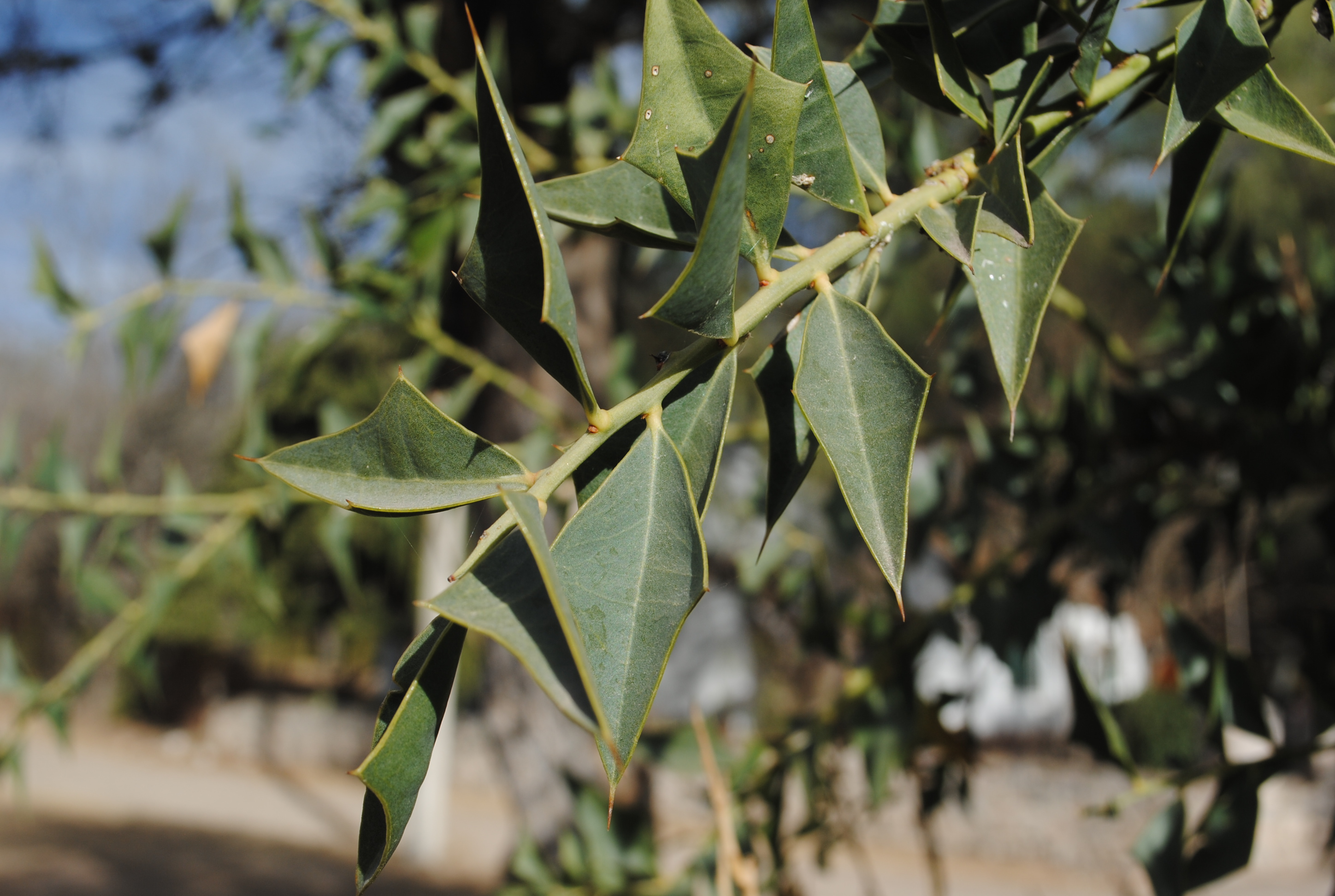
Hojas del sombra de toro (Jodina rhombifolia); uno de los árboles que acompaña al tala en toda la distribución del ecosistema del talar.

En el talar de albardón falta por completo el género Prosopis (solo algunos ejemplares de posible origen nativo en la zona del Parque Pereyra Iraola). Al dominante tala lo acompaña como co-dominante el coronillo (Scutia buxifolia)  —mucho más común que en el talar de barranca—, a los que se agregan el sauco (Sambucus australis), el incienso (Schinus longifolius) —solo hasta el río Salado—, el sombra de toro (Jodina rhombifolia); muy localmente aparece el tembetarí (Zanthoxylum fagara) —solo en General Madariaga—.
En los talares de la reserva de Punta Lara, al igual que ocurre en la isla Martín García y en los talares de barranca, se incorporan algunas especies arbóreas mediante diásporas de comunidades boscosas cercanas, las selvas marginales y bosques higrófilos, como Celtis iguanea, Sapium haematospermum, Sebastiania schottiana, Sebastiania klotzchiana, Myrsine parvula, Erythrina crista-galli var. crista-galli, Blepharocalyx salicifolius, Myrceugenia glaucescens y Pouteria salicifolia.
El talar se va empobreciendo en la medida que avanza hacia el sur. Algunas especies sólo se encuentran en el sector norte de la sección, hasta la zona de la boca del río Salado o de la bahía de Samborombón, por ejemplo el ombú (Phytolacca dioica), el espinillo (Acacia caven), etc.
Estrato arbustivo o sotobosque

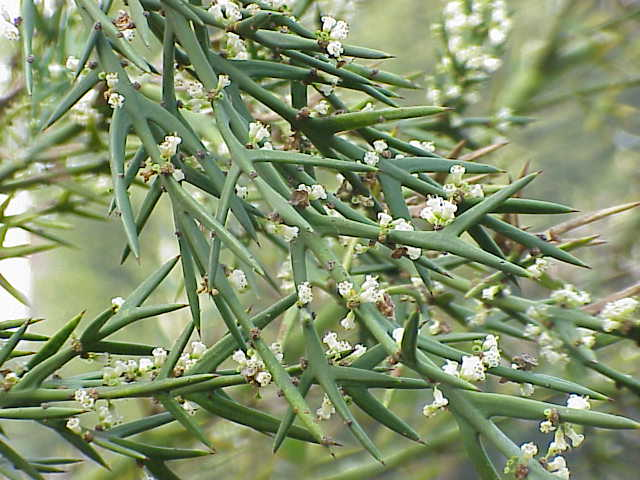
La barba de tigre (Colletia spinosissima) es un arbusto común en el sector norte del talar de albardón.

Entre las diferencias florísticas con el talar de barranca se encuentra la ausencia de cactáceas. Se encuentran algunos arbustos como la rama negra (Senna corymbosa), el barba de tigre (Colletia spinosissima), el duraznillo negro (Cestrum parqui), el ñapinday (Acacia bonariensis), etc. En los talares más australes hace su aparición un gran y espinoso arbusto, el curro (Colletia paradoxa), la única leñosa que no «baja» desde el norte, pues accede a este ecosistema al interconectarse este con los arbustales del pedemonte de la sierra de los Padres y otras del sistema de Tandilia oriental.
Entre los arbustos que habitan en el talar de albardón se destaca una especie endémica, la cual se encuentra en peligro crítico de extinción, el ombusillo (Phytolacca tetramera). Puede crecer tanto en el interior del talar, como en la zona de transición talar-pastizal o a pleno sol en los pastizales sobre albardones de la zona. ref>Galup, A. (2006). El ombusillo, una figura emblemática. En: Mérida, E. y J. Athor (editores). Talares bonaerenses y su conservación. Fundación de Historia Natural «Félix de Azara». Buenos Aires.</ref>
Estrato herbáceo
En el sotobosque umbrófilo se encuentran dos orquídeas: Beadlea elata y Chloraea membranacea; además Blumenbachia latifolia, la ortiga macho (Blumenbachia insignis), la oreja de ratón (Dichondra repens), etc.
Estrato epifítico y muscinal

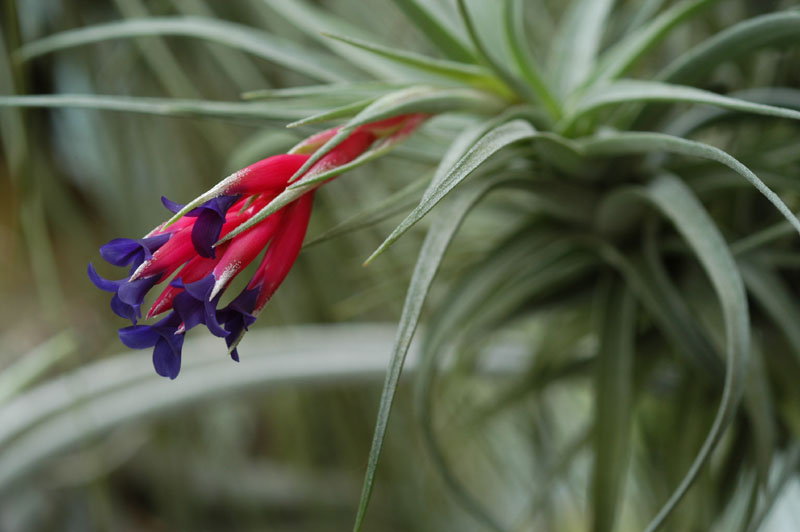
El clavel del aire (Tillandsia aeranthos) es una especie de bromeliácea epífita, abundante en el talar en toda su distribución.

Entre las especies epífitas, gran parte han quedado atrás. Destacan los claveles del aire (Tillandsia aeranthos y Tillandsia recurvata); además se encuentra un helecho Blechnum auriculatum —raro—.
Estrato escandente
Repite varias de las especies de la subdivisión anterior, aunque son características Clematis campestris, Convolvulus hermanniae y Mikania periplocifolia.

#### Especies vegetales exóticas
Lamentablemente, numerosas porciones de bosques de tala han sido literalmente invadidos por un elenco de agresivas especies exóticas, las que, al verse en su crecimiento totalmente libres de sus insectos controladores con los que co-evolucionaron en sus patrias de origen, presentan un crecimiento exponencial, gracias al cual logran conquistar los bosques de talas en los escasos núcleos forestales remanentes, prosperar en ellos, y terminar por desplazar completamente a la formación nativa, generando en su lugar un neoecosistema, compuesto por un bosque de pocas especies, casi todas exóticas, con muy baja diversidad biológica. Ordenadas según su mayor agresividad, encontramos: el ligustro (Ligustrum lucidum ), el paraíso (Melia azedarach), la morera del papel (Broussonetia papyrifera), las moras blanca (Morus alba) y negra (Morus nigra), la acacia negra (Gleditsia triacanthos ), la ligustrina (Ligustrum sinense), Cotoneaster glaucophyllus var. serotinus, el fresno (Fraxinus pennsylvanica), el almez (Celtis australis), la madreselva (Lonicera japonica), la hiedra (Hedera helix), etc.

### Fauna
La zoocenosis del talar es particularmente rica, a causa de la variedad de microecosistemas y la presencia de refugios naturales (cuevas en la barranca y en los albardones de conchilla, guaridas en los troncos huecos de los árboles, etc.).
Se han enumerado para estos bosques en su conjunto un numeroso elenco de especies de vertebrados. Algunas son estrictas del talar, otras son compartidas con los bosques higrófilos ribereños (las especies forestales en general), otras el talar lo hace con los bajíos ribereños (anfibios especialmente) mientras que otras las comparte con el pastizal (especies de ambientes secos).

#### Aves

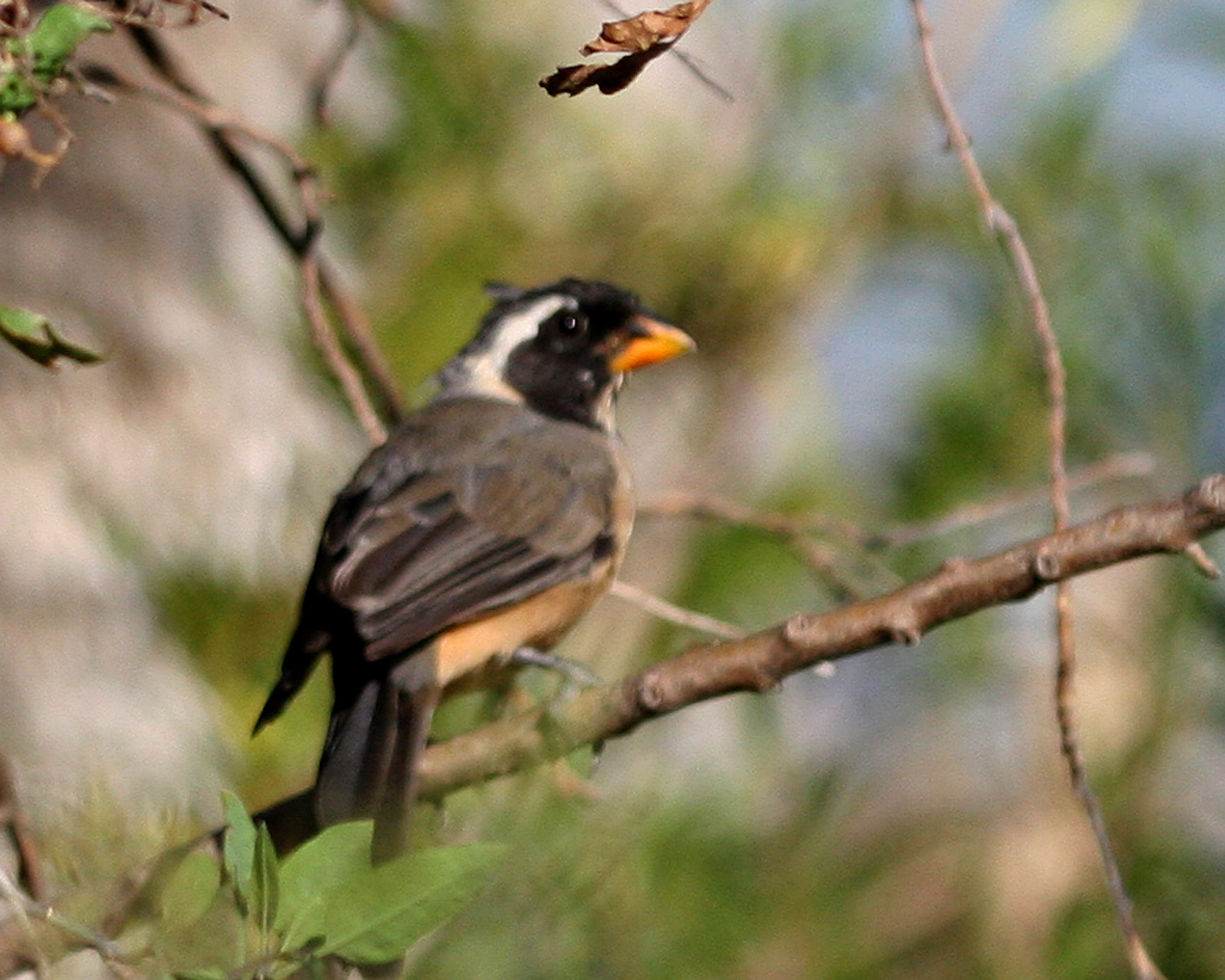
El pepitero de collar (Saltator aurantiirostris) es un ave característica del talar de barranca.

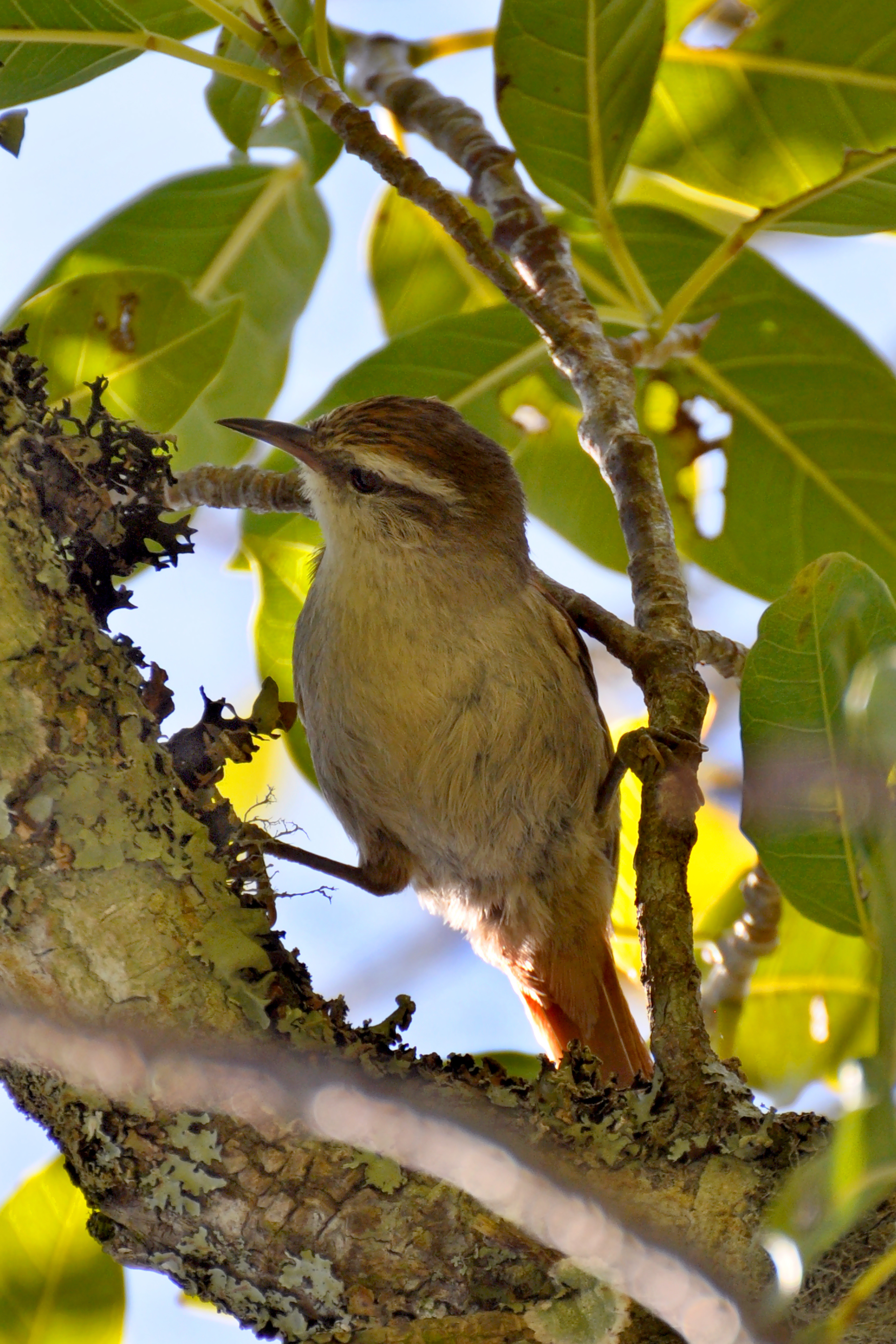
El curutié blanco (Cranioleuca pyrrhophia) es un ave característica del talar de barranca.

Entre los componentes faunísticos son preponderantes las aves, muchas de ellas nidifican en este ecosistema.
Una especie que si bien es propia del monte blanco y los montes deltaicos pero que visita los talares linderos con frecuencia, es la pava de monte (Penelope obscura), la cual se ha vuelto rara en toda su distribución a causa de la caza intensiva de la que es objeto. Otras especies no passeriformes son: el gavilán de patas largas (Geranospiza caerulescens), el gavilán mixto (Parabuteo unicinctus), el taguató común (Buteo magnirostris), el chimango (Milvago chimango), el carancho (Caracara plancus), el halconcito colorado (Falco sparverius), el halcón plomizo (Falco femoralis), el milano blanco (Elanus leucurus), el esparvero común (Accipiter striatus), los atajacaminos tijera (Hydropsalis torquata) y chico (Setopagis parvula), la torcaza (Zenaida auriculata), la torcacita común (Columbina picui), la torcacita colorada (Columbina talpacoti), la paloma ala manchada (Patagioenas maculosa), la paloma picazuró (Patagioenas picazuro), la paloma yerutí (Leptotila verreauxi), la cotorra común (Myiopsitta monachus), el calancate común (Thectocercus acuticaudatus), la lechucita de las vizcacheras (Athene cunicularia), la lechuza de los campanarios (Tyto alba), el lechuzón orejudo (Asio clamator), el alicucu común (Megascops choliba), el caburé chico (Glaucidium brasilianum), ñacurutú (Bubo virginianus), los cuclillos canela (Coccyzus melacoryphus) y chico (Coccycua cinerea), el pirincho (Guira guira), el crespín (Tapera naevia), el picaflor bronceado (Hylocharis chrysura), el picaflor garganta blanca (Leucochloris albicollis), el picaflor verde común (Chlorostilbon aureoventris), el picaflor de barbijo (Heliomaster furcifer), los 3 martines pescadores nidifican en las barrancas con talares: el chico (Chloroceryle americana), el mediano (Chloroceryle amazona) y el grande (Megaceryle torquata); el carpintero bataraz chico (Veniliornis mixtus), el carpintero real (Colaptes melanolaimus), el carpintero campestre (Colaptes campestroides), el carpintero del cardón (Melanerpes cactorum), el carpintero blanco (Melanerpes candidus), el carpinterito común (Picumnus cirratus), etc.
Entre los pájaros encontramos: el chinchero chico (Lepidocolaptes angustirostris), abundancia de furnáridos como el pijuí frente gris (Synallaxis frontalis), el pijuí cola parda (Synallaxis albescens), el hornero (Furnarius rufus), el añumbí (Anumbius annumbi ), el chotoy (Schoeniophylax phryganophilus), los espineros grande (Phacellodomus ruber), pecho manchado (Phacellodomus striaticollis) y chico (Phacellodomus sibilatrix), el curutié blanco (Cranioleuca pyrrhophia), el coludito copetón (Leptasthenura platensis), el canastero chaqueño (Asthenes baeri), la bandurrita chaqueña ((Tarphonomus certhioides), el cacholote castaño (Pseudoseisura lophotes) —los 6 últimos son pájaros indicadores de talares—; la choca común (Thamnophilus caerulescens), el anambé común (Pachyramphus polychopterus), la tijerilla (Xenopsaris albinucha), el cortarramas (Phytotoma rutila), la tijereta (Tyrannus savana), el burlisto pico canela (Myiarchus swainsoni), el suirirí común (Suiriri suiriri), la mosqueta ojo dorado (Hemitriccus margaritaceiventer) los piojitos común (Serpophaga subcristata) y silbón (Camptostoma obsoletum), el suirirí amarillo (Satrapa icterophrys), el churrinche (Pyrocephalus rubinus), el barullero (Euscarthmus meloryphus) —especie indicadora de talares—, el picabuey (Machetornis rixosa) el tuquito gris (Griseotyrannus aurantioatrocristatus), la monjita blanca (Xolmis irupero), la mosqueta común (Phylloscartes ventralis), la mosqueta estriada (Myiophobus fasciatus), el fiofío pico corto (Elaenia parvirostris), el fiofío grande (Elaenia spectabilis), el benteveo (Pitangus sulphuratus), el benteveo rayado (Myiodynastes maculatus), el suirirí real (Tyrannus melancholicus), el chiví común (Vireo olivaceus), el juan chivito (Cyclarhis gujanensis), los zorzales colorado (Turdus rufiventris) y chalchalero (Turdus amaurochalinus), la calandria grande (Mimus saturninus), la golondrina doméstica (Progne chalybea), la golondrina parda (Progne tapera), la golondrina ceja blanca (Tachycineta leucorrhoa), la golondrina cabeza rojiza (Alopochelidon fucata) —especie nidificante en la barranca con talares—, la ratona común (Troglodytes aedon), la tacuarita azul (Polioptila dumicola, el arañero coronado chico (Basileuterus culicivorus), el pitiayumí (Parula pitiayumi), el cabecita negra (Carduelis magellanica), los pepiteros verdoso (Saltator similis) de collar (Saltator aurantiirostris) y el gris (Saltator coerulescens), el cardenal (Paroaria coronata), la monterita litoraleña (Poospiza lateralis), el sietevestidos común (Poospiza nigrorufa), la monterita cabeza negra (Poospiza melanoleuca), el brasita de fuego (Coryphospingus cucullatus), el corbatita (Sporophila caerulescens), el jilguero (Sicalis flaveola), el chingolo (Zonotrichia capensis), la reinamora grande (Cyanocompsa brissonii), el boyerito (Icterus cayanensis), el tordo renegrido (Molothrus bonariensis), el tordo músico (Agelaioides badius), el charrúa (Gnorimopsar chopi), etc. Son características de este ambiente boscoso entre otras, varias especies de tráupidos, como el celestino (Thraupis sayaca), el frutero negro (Tachyphonus rufus), el fueguero (Piranga flava) y especialmente el naranjero (Thraupis bonariensis), el cual acompaña al talar hasta su extremo austral.
Todas las especies de aves de hábitos forestales que hoy viven en los parques y las arboledas exóticas de la llanura bonaerense tienen su origen en el anillo forestal que rodeaba el vasto mar de herbáceas, exceptuando las zonas hacia el oeste y sudoeste, eran aves de los cordones de talares, siendo las más adaptables especies de este ambiente las que, gracias a la arborización artificial de las pampas, lograron expandir sus geonemias hacia zonas primitivamente de estepas, donde anteriormente no habitaban.

#### Mamíferos
Algunos mamíferos destacados de los talares son: el gato montés (Leopardus geoffroyi), el cuis pampeano (Cavia aperea pamparum), la mulita pampeana (Dasypus hybridus), el peludo (Chaetophractus villosus), el zorro gris pampeano (Lycalopex gymnocercus), el zorrino (Conepatus chinga), el hurón mediano (Galictis cuja), las comadrejas overa (Didelphis albiventris) y colorada (Lutreolina crassicaudata), varias especies de quirópteros, siendo los más comunes el moloso cola de ratón (Tadarida brasiliensis), el murciélago pardo común (Eptesicus furinalis), el murciélago escarchado grande (Lasiurus cinereus), el murcielaguito amarillento (Myotis levis), el moloso pardo orejas anchas (Eumops bonariensis), el murciélago boreal (Lasiurus borealis), el murciélago vampiro (Desmodus rotundus), etc.
El venado de las pampas argentinas (Ozotoceros bezoarticus celer), subespecie otrora abundante en toda la distribución del talar, hoy solo presente en bajos números en el talar de albardón en las exposiciones más próximas a la bahía de Samborombón.
Un enorme roedor era muy común en los talares, la vizcacha (Lagostomus maximus) pero fue intensamente capturada, mediante armas de fuego y trampas, por considerarla una plaga agrícola (de los cultivos aledaños a los talares) además para aprovechar su cuero para la venta con destino a la actividad marroquinera y para emplear su carne para consumo particular o en preparados para su comercialización. En la década de 1960 se ha extinguido completamente de los talares de barranca, pero sobrevive en los talares de albardón.
Mención especial merecen aquí dos mamíferos característicos de los talares de albardón. El tuco-tuco de los talas (Ctenomys talarum) es posiblemente el mamífero emblemático de este ecosistema. En tiempos históricos estaba distribuido a todo lo largo del talar, aunque modernamente ha desaparecido del sector norte, incluso de su localidad tipo (Los Talas), encontrándose ahora las tuqueras más norteñas de la aún abundante población oriental, en los alrededores de Magdalena.
El otro mamífero destacado es el piche llorón (Chaetophractus vellerosus), el cual posee (en los talares desde Magdalena hasta Castelli) una población relictual completamente aislada (por 500 kilómetros) de la extensamente distribuida en el centro y oeste de la Argentina.
Mamíferos extintos
Son numerosas las especies de mamíferos que habitaron en el pasado en los bosques de tala pero que no han podido perpetuar poblaciones hasta nuestros días. Entre otros, se encuentran ya desaparecidos el yaguareté, el puma, el aguará guazú, el pecarí de collar, el pericote común, etc.
Mamíferos introducidos
Entre los mamíferos introducidos, el más peligroso para el talar de barranca es la ardilla de vientre rojo (Callosciurus erythraeus), mientras que para el talar de albardón, los que más daño hacen son el chancho cimarrón o cerdo asilvestrado, los perros ferales y los ciervos dama (Dama dama) y especialmente el axis (Axis axis) el cual ha ocupado casi todos los talares orientales, matando o dañando gravemente a los árboles nativos jóvenes, al comer su corteza o al destrozarlos con su gran cornamenta.

#### Reptiles
Se han enumerado para el bosque de talas en su conjunto numerosas especies de reptiles.
Entre estos sobresalen como especies carismáticas la yarará (Rhinocerophis alternatus, el único ofidio de este ecosistema con veneno muy peligroso para el ser humano, y el lagarto overo (Salvator merianae) de gran tamaño y espectro trófico amplio. También son frecuentes la lagartija teyú (Teius oculatus), la lagartija de monte (Aspronema dorsivittata), las viboritas de cristal (Ophiodes vertebralis y Ophiodes intermedius), la culebra listada (Lygophis anomalus), la culebra verde y negra (Erythrolamprus poecilogyrus), etc. El mayor ofidio no bóido de la Argentina, la ñacaniná (Hydrodynastes gigas) mantiene poblaciones en el delta medio y podría visitar con frecuencia los talares de barranca aledaños.

#### Anfibios
Numerosas especies de anfibios habitan en los humedales contiguos al talar, y buscan en él refugio para guarecerse durante el día y en especial en la temporada fría para hibernar, bajo las cortezas u oquedades de los grandes árboles, bajo troncos caídos, en las cuevas entre las raíces, etc. Las especies más destacadas son: el escuercito (Odontophrynus americanus), el escuerzo (Ceratophrys ornata), el sapito jardinero (Rhinella fernandezae), el sapo común (Rhinella arenarum), la ranita llorona (Physalaemus biligonigerus), la ranita del zarzal (Hypsiboas pulchellus), la rana criolla (Leptodactylus latrans), el urnero (Leptodactylus latinasus), etc.

#### Invertebrados

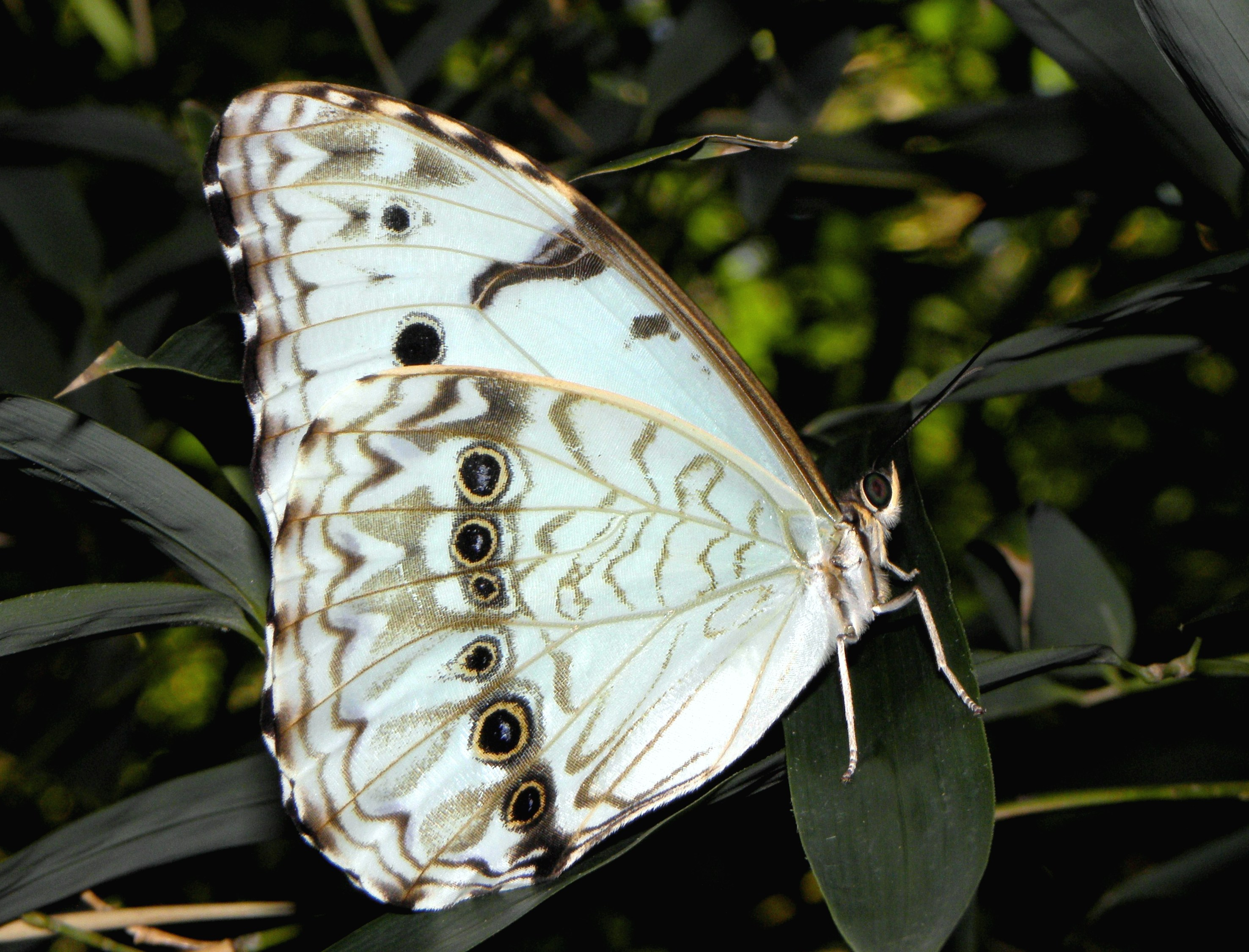
Mariposa bandera argentina (Morpho epistrophus argentinus), especie característica de los talares.

Entre los invertebrados, destacan especialmente los arácnidos siendo característica de los talares de barranca las amplias redes comunitarias de la araña social Parawixia bistriata. También destacan los insectos, y de entre estos las mariposas, con más de 50 especies, de las cuales gran parte alcanza en el talar su límite austral de distribución. Relevancia especial posee aquí el lepidóptero símbolo de la argentina, la mariposa bandera argentina (Morpho epistrophus argentinus), la cual posee aquí sus mayores poblaciones y las más australes.
La abundancia de talas hace que el bosque sea habitado por las especies de mariposas que tienen a ese vegetal como hospedador de sus larvas, tales como la ochenta (Diaethria candrena), la picuda (Libytheana carinenta), la bella (Hypanartia bella) y especialmente la atractiva zafiro del talar (Doxocopa laurentia). Algunas especies de mariposas son indicadoras de talares cen buen estado de conservación, como las brincadoras (Thespieus xarina y T. jora) o la helánica (Pterourus hellanichus).
Entre los moluscos son característicos las especies del género Bulimus, así como una especie del género Drymaeus.
Entre las hormigas destaca la gran hormiga ponerina (Pachycondyla striata), una especie del norte argentino, la que aquí está confinada a talares en buen estado de conservación.

## Conservación
Los bosques de talas constituyen escenarios paisajísticos singulares, sin embargo, es poco lo que aún ha logrado permanecer en pie de este particular ecosistema, especialmente de la subdivisión septentrional, la que se encuentra en situación crítica. De esta restan un total de menos de 2000 hectáreas, las que al extenderse en intermitentes franjas (las que generalmente no superan los 50 metros de ancho) se exponen a todo tipo de perjuicios.
Sobre los talares remanentes se ha practicado ganadería durante siglos, lo que ha resultado en un empobrecimiento o extinción local de las especies más palatables. Un daño colateral ocurre cuando algunos ganaderos eliminan el talar con el objetivo de destruir el ambiente adecuado para el duraznillo negro, una maleza tóxica para los animales domésticos.
Al ser la región donde se encuentran los talares una zona naturalmente escasa o carente en recursos leñosos y madereros, han sido casi la única fuente para la provisión de leña para el fuego y madera para construcciones rústicas y rurales. Esto se ha dado desde el comienzo de la conquista española, viviendo leñadores dentro del bosque que proveían a las localidades cercanas mediante envíos regulares de los productos del bosque por medio de grandes carretas, siendo particularmente conocidos los talares de San Isidro, los que durante cientos de años fueron los abastecedores principales de la ciudad de Buenos Aires.
Esta acción fue tan intensa en casi toda el área de distribución del talar, que prácticamente no ha quedado ningún talar completamente virgen, siendo los remanentes generalmente resultado del proceso de rebrote de cepa de los grandes ejemplares algunas vez apeados. Esto permite que el bosque se recree naturalmente, aun después de fuertes intervenciones de tala rasa, si bien lo hace con una fisonomía marcadamente distinta a la original, con ejemplares más bajos, ramificados desde la base con entre 2 a 5 grandes ramas, contrastando con el bosque prístino, el que posee ejemplares con fuste principal bien definido y alturas superiores a los 8 metros.
La drástica reconversión a tierras agrícolas de los bosques situados sobre la llanura ondulada próxima a las barrancas, ha redundado a que el ecosistema quede limitado sólo al mismo talud de ellas.
Otra fase destructiva se presentó al ser esta zona la más poblada de la Argentina, por lo que muchos de los talares terminaron convirtiéndose en barrios de las ciudades cercanas. Además, al asentarse estos bosques sobre solares muy requeridos por sus cualidades ventajosas dada su topografía y sus visualizaciones hacia el cercano y caudaloso Paraná las urbanizaciones se han extendido solo sobre el talar, flanqueadas por terrenos agrícolas. Otro aspecto dañino para el ecosistema es la proliferación de instalaciones portuarias fluviales, las que destruyen y entrecortan aún más los relictos. El poblamiento humano los hace más vulnerables a las actividades de extracción de sus recursos, como la leña, captura de animales, etc.
Finalmente, el peor enemigo resultó ser la dañina invasión de especies leñosas de origen exótico, las que han logrado desplazar a los elementos nativos en los escasos núcleos forestales remanentes. Los cultivos rurales de resguardo u ornato así como las áreas urbanas o suburbanas han sido las fuentes de propágulos de estas invasoras.
Un peligro para las aves del talar de barranca es la reciente invasión por parte de un mamífero exótico arborícola predador, la ardilla de vientre rojo (Callosciurus erythraeus). También la captura de aves granívoras canoras para mantenerlas en cautiverio o comercializarlas con este fin, afectando las poblaciones de cardenales, jilgueros, reinamoras, pepiteros, tráupidos, etc. La colecta de cactáceas para destinarlas a la jardinería es un problema que ya Parodi señalaba que ocurría en la década de 1930, y hoy se ha intensificado, volviendo muy raras a muchas especies.
En los talares de albardón la presión agrícola ha sido históricamente menor, sin embargo los talares cercanos a Madariaga se desarrollan en suelos aptos para el cultivo intensivo de la papa, por lo que son eliminados con este fin.
Una amenaza importante en algunos sectores orientales es la eliminación misma del cordón donde se encuentran por la extracción minera de sus recursos conchillíferos, destinados a la construcción de edificios, a ser base de caminos (como el sector no pavimentado de la ruta provincial 11) y a la alimentación de gallinas ponedoras y otras aves de granja (como aportante de calcio). En la zona norte es la tosca la demandada, por lo que muchos talares han desaparecido junto a sus barrancas.
La protección, restauración o recreación de talares en buen estado de conservación, además de preservar para las generaciones futuras el patrimonio biológico que constituye un ecosistema y las poblaciones de los elencos florifaunísticos que lo integran, permitirá entre otras, crear “escuelas a cielo abierto”, es decir, herramientas educativas cercanas a los pueblos y ciudades para la enseñanza de la biología in-situ, ofrecer a la sociedad sitios silvestres para que busque esparcimiento en contacto con la naturaleza y contar con recursos atractivos para el ecoturismo (nacional como internacional), segmento del mercado de destinos turísticos y miniturísticos cada vez más importante.
Finalmente, a numerosos sitios históricos el talar les otorgan el marco natural original, indispensable para contextualizarlos, como a la Batalla de la Vuelta de Obligado, a la Quinta de Juan Martín de Pueyrredón en San Isidro, etc.